# KDE Software Compilation 4
KDE Software Compilation 4 wersja środowiska graficznego KDE oraz powiązanych z nim programów dla systemów uniksopodobnych wydane po raz pierwszy 11 stycznia 2008 utworzone z użyciem biblioteki Qt4 wydane na licencji GPL. Główne wydania są planowane co sześć miesięcy, a poprawki błędów comiesięcznie.
W tej serii zaktualizowano kluczowe elementy oraz przeniesiono na bibliotekę Qt4. Zawiera nowe multimedialne API Phonon, framework integracji sprzętu Solid, nowy styl i domyślny zestaw ikon o nazwie Oxygen. Zawiera ona także nowy, ujednolicony pulpit i panelowy interfejs użytkownika Plasma, który obsługuje widżety pulpitu, zastępując w KDE 3 oddzielne komponenty.
Jednym z głównych celów platformy KDE 4 jest zwiększenie przenośności oprogramowania na inne systemy operacyjne. Było to możliwe przez wykorzystanie Qt 4, co ułatwia obsługę platform nieopierających się o X11, w tym Microsoft Windows i OS X. Od wydania 4.0 do wydania 4.3 posiadało nazwę KDE 4, a od wydania 4.4 zmieniło nazwę na KDE Software Compilation 4. KDE SC zawiera tylko aplikacje, których rozwój jest skoordynowany z harmonogramem wydań KDE Software Compilation i m.in. z tego powodu nie należą do niego takie programy jak Amarok czy DigiKam.

Struktura KDE SC 4

## Główne elementy interfejsu

### Plasma

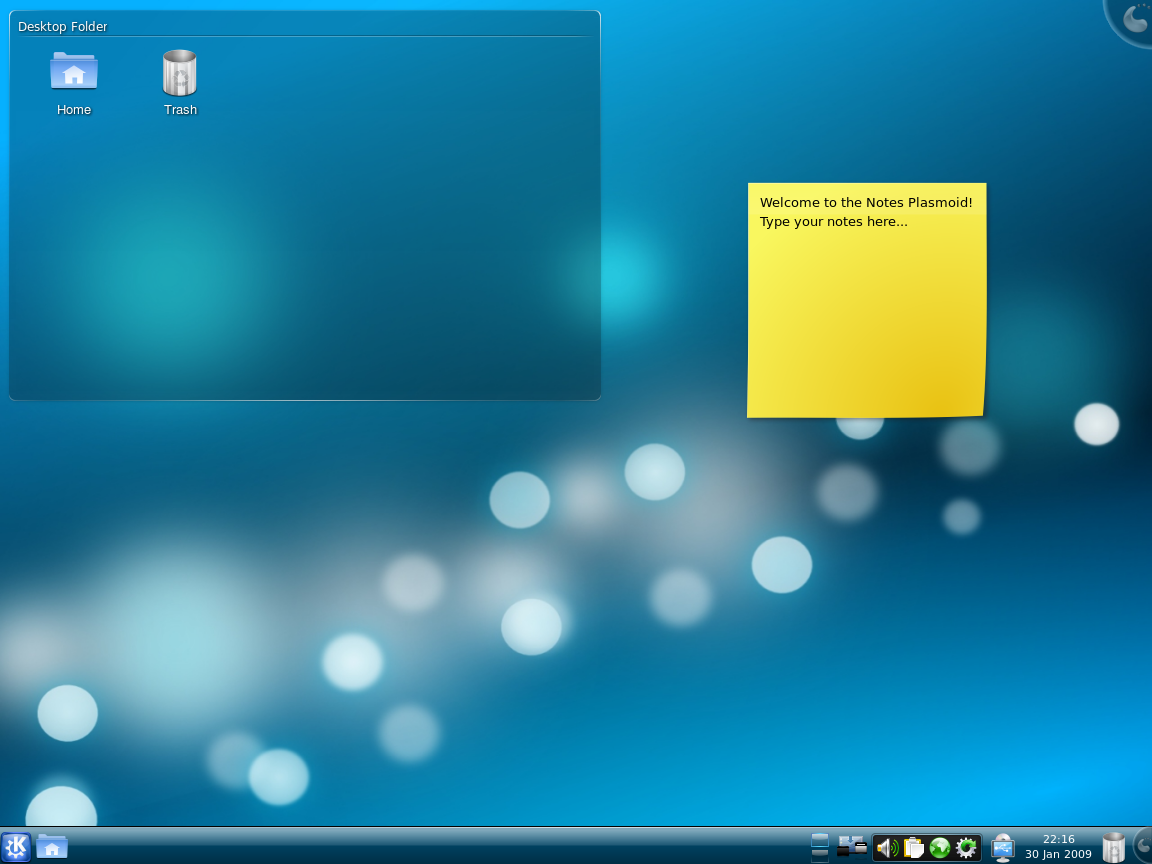
Plasma w KDE 4.2

Interfejs użytkownika wprowadzony w wersji 4.0 jako technology preview nastawiony na użytkowników komputerów stacjonarnych i laptopów posługujących się najczęściej myszką lub innym urządzeniem wskazującym.
W wersji Desktop standardowy układ kontroli opiera się mniej więcej na K Desktop Environment i Microsoft Windows: zegar cyfrowy na pasku zadań i na dole ekranu, ikony mogą być przechowywane na pulpicie po włączeniu opcji „Widok folderu”. Natomiast w wersji dla netbooków (dostępna od wydania 4.4, w wydaniu 4.3 dla Kubuntu dostępna eksperymentalnie) dostępne są dwa warianty widoku: „gazety” – nazwy okien są widoczne jako zakładki oraz „znajdź i uruchom” – używany do wyszukiwania aplikacji i plików oraz ich otwierania. W związku z tym, że ekrany netbooków są niewielkie, zawartość okien jest wyświetlana w trybie pełnoekranowym i bez ramek okna oraz elementów sterujących, aby oszczędzić miejsca na ekranie.
Interfejs Plasma składa się z:
- Plasmoidów – małych aplikacji umieszczanych na pulpicie takich jak zegary, kalendarze, notatki, informacje o pogodzie,
- różnego rodzaju paneli takich jak lista okien czy uruchomionych plasmoidów,
- właściwego pulpitu, na którym są umieszczone plasmoidy i tło oraz menedżera plików Dolphin i przeglądarki internetowej Konqueror,
- programów zarządzających ustawieniami systemowymi, sieci, aktualizacji, wyglądu,
- 65 różnych wersji językowych.

### Phonon
Phonon (pierwotnie KDEMM) jest multimedialnym interfejsem dla Qt4, dzięki któremu działa KDE 4. Oferuje programistom KDE i Qt jednolity interfejs (API) audio i wideo. W związku z tym jest podobny do interfejsu DirectShow na Windows i QuickTime w OS X. Powstał on w celu rozwiązania problemów, które wiązały się z serwerem aRts, który nie nadążał za rozwojem technologii multimedialnych.

### Oxygen
W obecnym wydaniu KDE opiera się na ikonach, dekoracjach okien i interfejsu powstającego w ramach Oxygen Project, który zrywa z kreskówkowym wyglądem ikon oraz przyjmuje fotorealistyczny styl. Jego celem jest odświeżenie wyglądu pulpitu przy zachowaniu przyjaznego interfejsu użytkownika.

### KWin
KWin jest nowym menedżerem okien oferującym efekty graficzne podobnie jak Compiz i jest on domyślnie wykorzystywany w tym środowisku.

## Historia wydań

### KDE 4.0

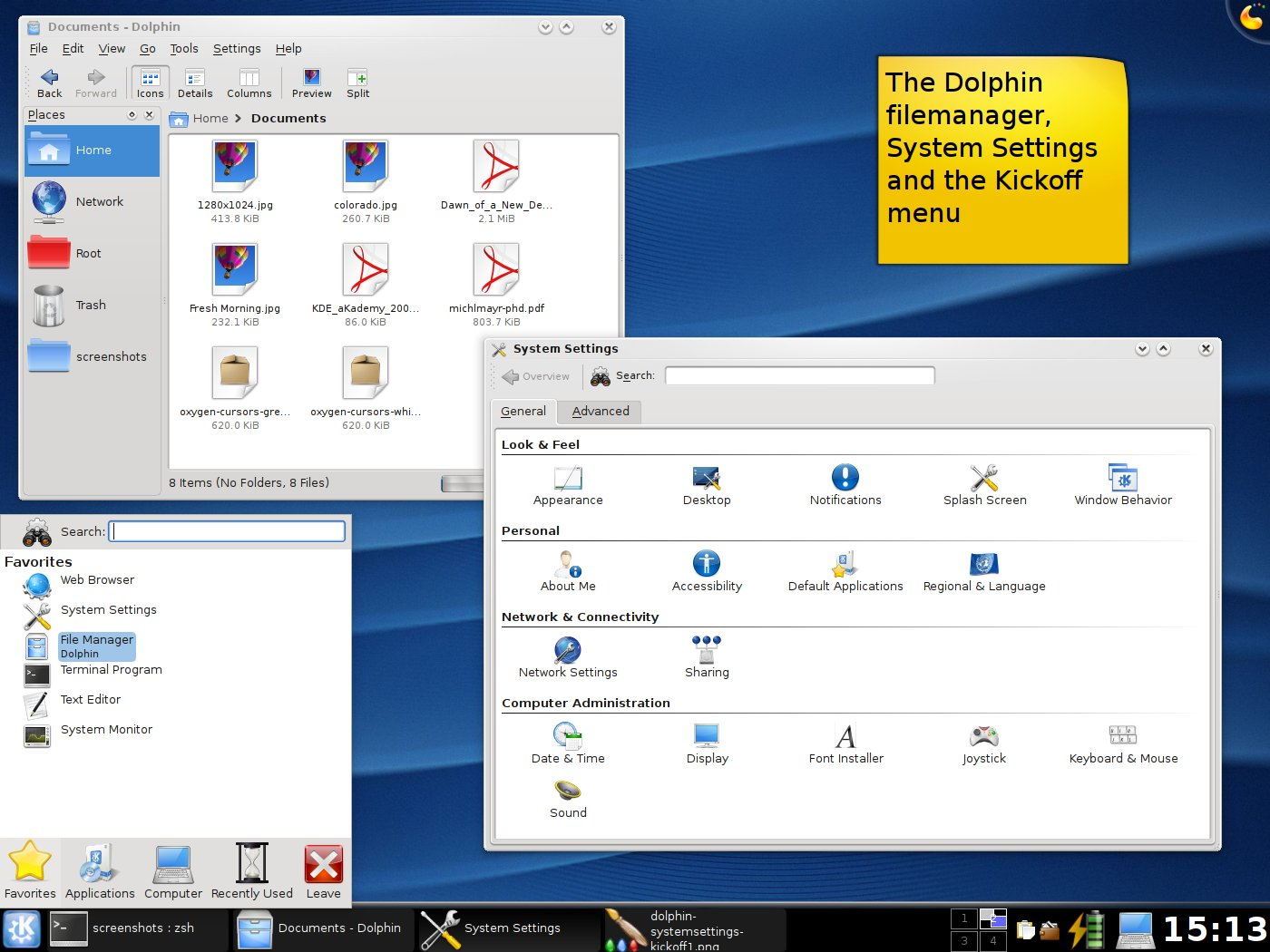
KDE 4.0

W tym wydaniu przeniesiono KDE na bibliotekę Qt4 oraz zmieniono podstawowe komponenty.
Dolphin zastąpił Konquerora jako domyślny menedżer plików w KDE 4.0. Zostało to podyktowane faktem, że Konqueror jest zbyt skomplikowany aby pełnić funkcję prostego menedżera plików. Jednak Dolphin i Konqueror współdzielą kod tak bardzo, jak jest to możliwe. Dzięki temu Dolphin może być osadzony w Konquerorze, tak aby Konqueror mógł być używany jako menedżer plików.
Okular zastępuje kilka przeglądarek dokumentów stosowanych w KDE 3, jak KPDF, KGhostView i KDVI. Okular korzysta z bibliotek oprogramowania i może być rozszerzony, umożliwiając przeglądanie prawie każdego rodzaju dokumentu. Tak jak Konqueror i KPDF w KDE 3, Okular można osadzić w innych aplikacjach.

#### Wydania wstępne
11 maja 2007 została wydana wersja Alpha 1 z okazji zakończenia prac nad dodaniem kluczowych funkcji i integracją nowych technologii z pulpitem i aplikacjami. W wersji Alpha 1 dodano nowe frameworki umożliwiające tworzenie nowych programów i lepszą integrację ze sprzętem i multimediami przez Solid i Phonon. Dolphin i Okular zostały ze sobą zintegrowane i zyskały nowy wygląd dzięki motywowi ikon Oxygen.
4 lipca 2007 została wydana wersja Alpha 2. Poprawiono w niej stabilność, funkcjonalność i integrację pulpitu Plasma.
2 sierpnia 2007 została wydana wersja Beta 1. Poprawiono szybkość ładowania się ikon, zachowanie się KDE PIM, poprawiono efekty KWin i jego ustawienia, ulepszono interakcje między Dolphinem i Konquerorem; dodano też do KGet obsługę metalinków w celu ulepszenia pobierania.
6 września 2007 została wydana wersja Beta 2. Poprawiono w niej obsługę systemów BSD i Solaris. Dodano również bibliotekę graficzną Blitz umożliwiającą implementację wysokiej wydajności trików takich jak animowane ikony oraz przystosowano w ramach Google Summer of Code Krdc do współpracy z nową wersją KDE. Zintegrowano również interfejs Plasma z Amarokiem, aby można było korzystać z centralnego widoku kontekstowego.
16 października 2007 została wydana wersja Beta 3. Skupiono się na poprawie stabilności i zakończeniu projektu bibliotek do wydania KDE Development Platform. Do Plasmy dodano wiele nowych funkcji, w tym wyszukiwarkę apletów. W programach edukacyjnych poprawiono błędy i dołączono do nich Step, interaktywny symulator fizyki, który powstał w ramach Google Summer of Code.
30 października 2007 została wydana wersja Beta 4. Ustalono listę zadań do wykonania przed wydaniem wersji Release Candidate oraz zaczęto skupiać się na ustabilizowaniu wydania.
W tym samym czasie wydano wersję Release Candidate 1 KDE Development Platform, która oferowała zestaw podstawowych bibliotek programistycznych, biblioteki widżetów, nową warstwę obsługi sieci, zestaw multimedialnych bibliotek integracyjnych, zapewniających integrację sprzętu i sieci.
20 listopada 2007 wydano wersję Release Candidate 1 (RC1), pomimo tego, że pulpit Plasma nie był na to przygotowany i wymagał dalszych prac. 11 grudnia 2007 wydano wersję Release Candidate 2 (RC2). Ukończono pracę nad kodem źródłowym i skupiono się na poprawkach błędów, wyglądu oraz używalności.

#### Wydania stabilne
KDE 4.0 zostało wydane 11 stycznia 2008. Co miesiąc były wydawane mniejsze wydania, które poprawiały odnalezione błędy oraz dodawały inne funkcje, takie jak panele z możliwością zmiany rozmiaru.
Spotykało się z różnym przyjęciem i było wdrażane do niektórych dystrybucji Linuksa, aby zachęcić ich do migracji z KDE 3.5. Uważano wtedy wydanie 3.5 za stabilniejsze i zawierające pełny zestaw funkcji, podczas gdy nową wersję za niestabilną i wybrakowaną z powodu wprowadzenia rewolucyjnych zmian.

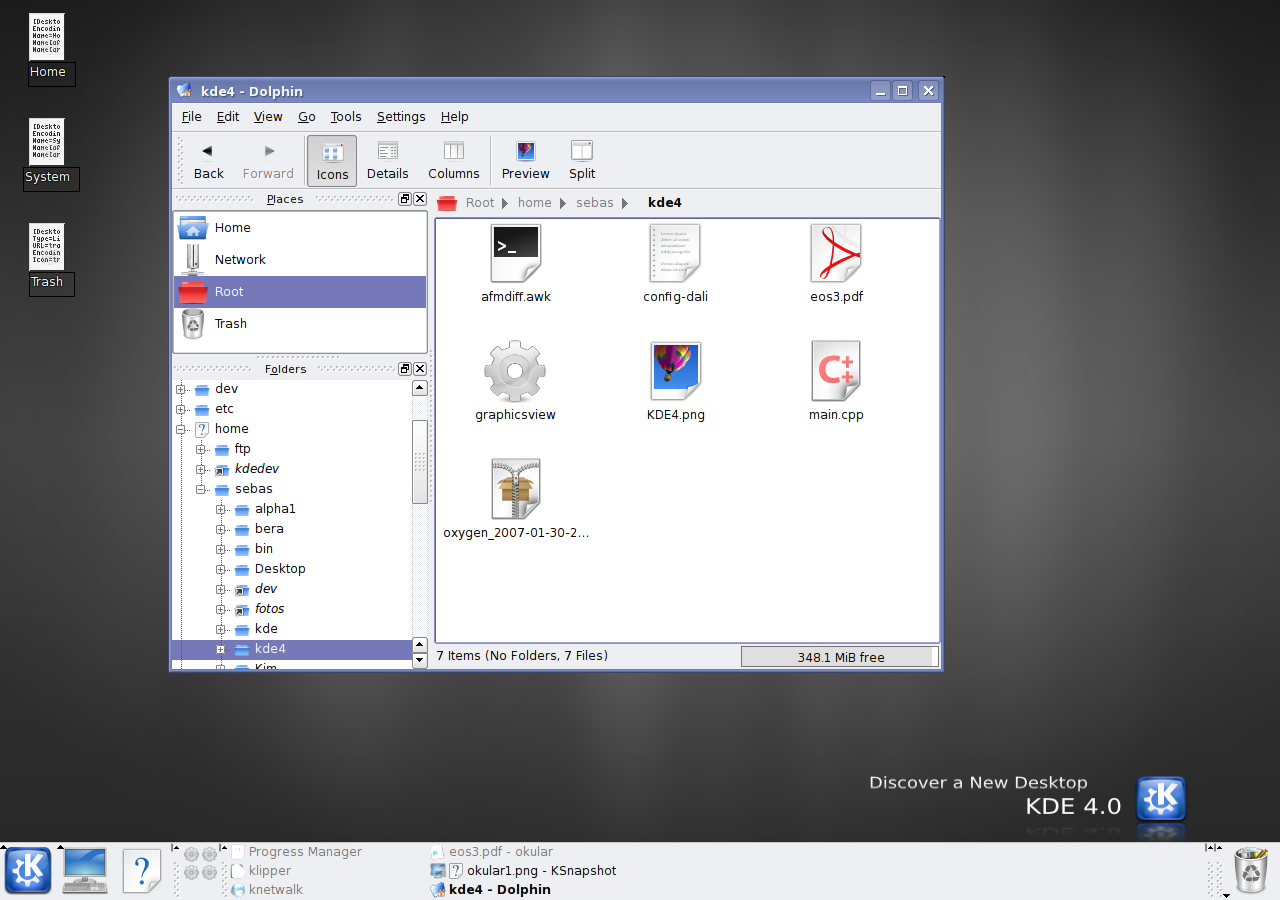
KDE 4.0 Alpha 1, widoczny Dolphin oraz wczesna wersja motywu ikon Oxygen
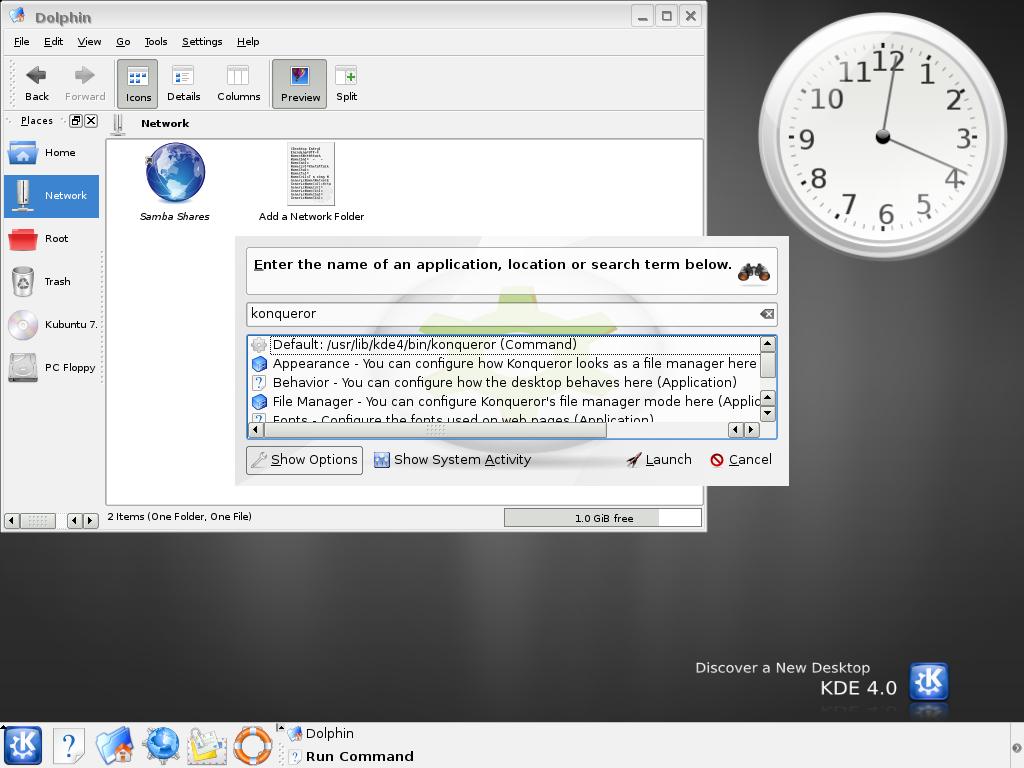
Beta 1, dialog uruchamiania programów, plasmoid "zegar analogowy", Dolphin
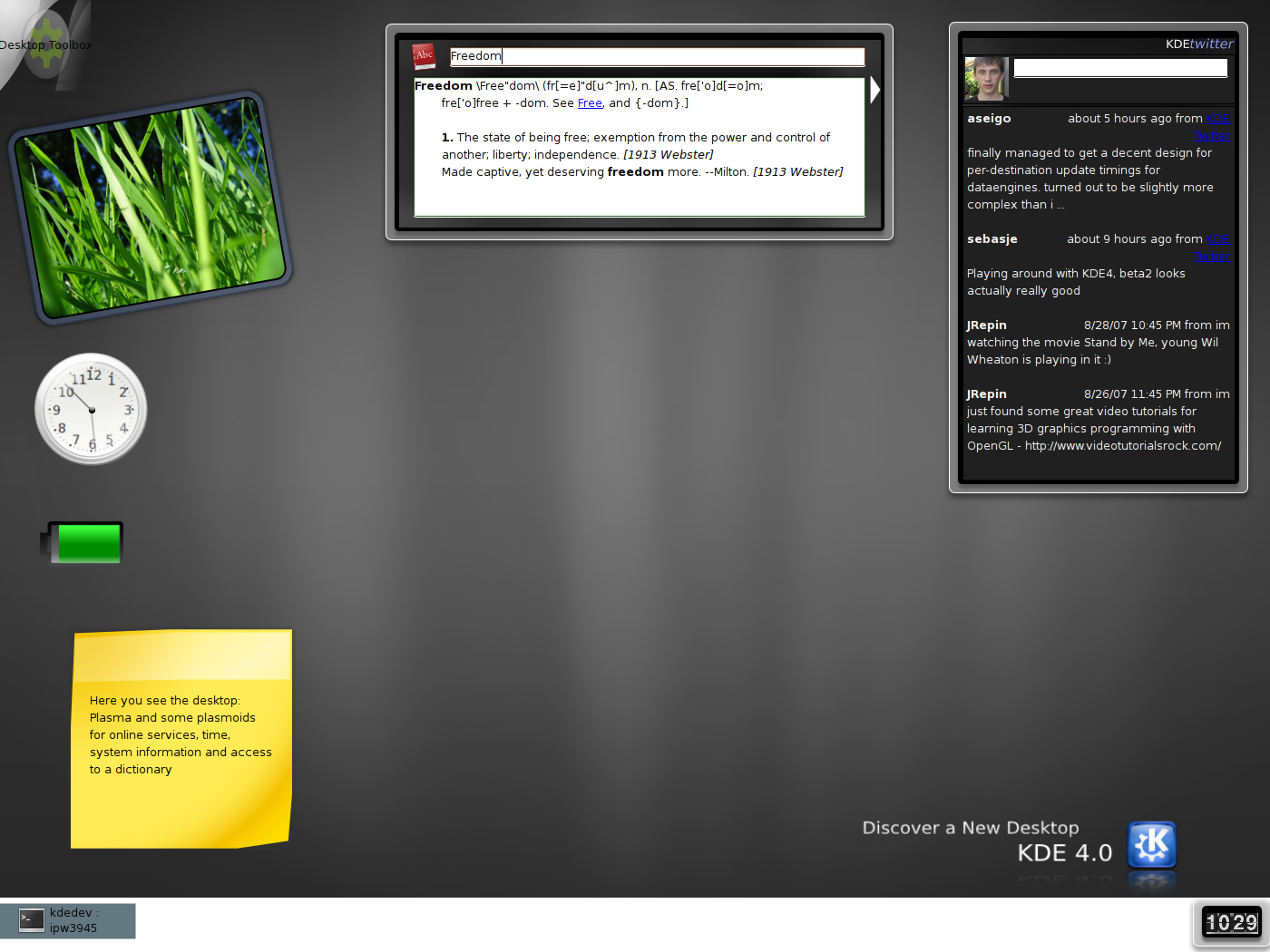
Beta 2, zestaw plazmoidów
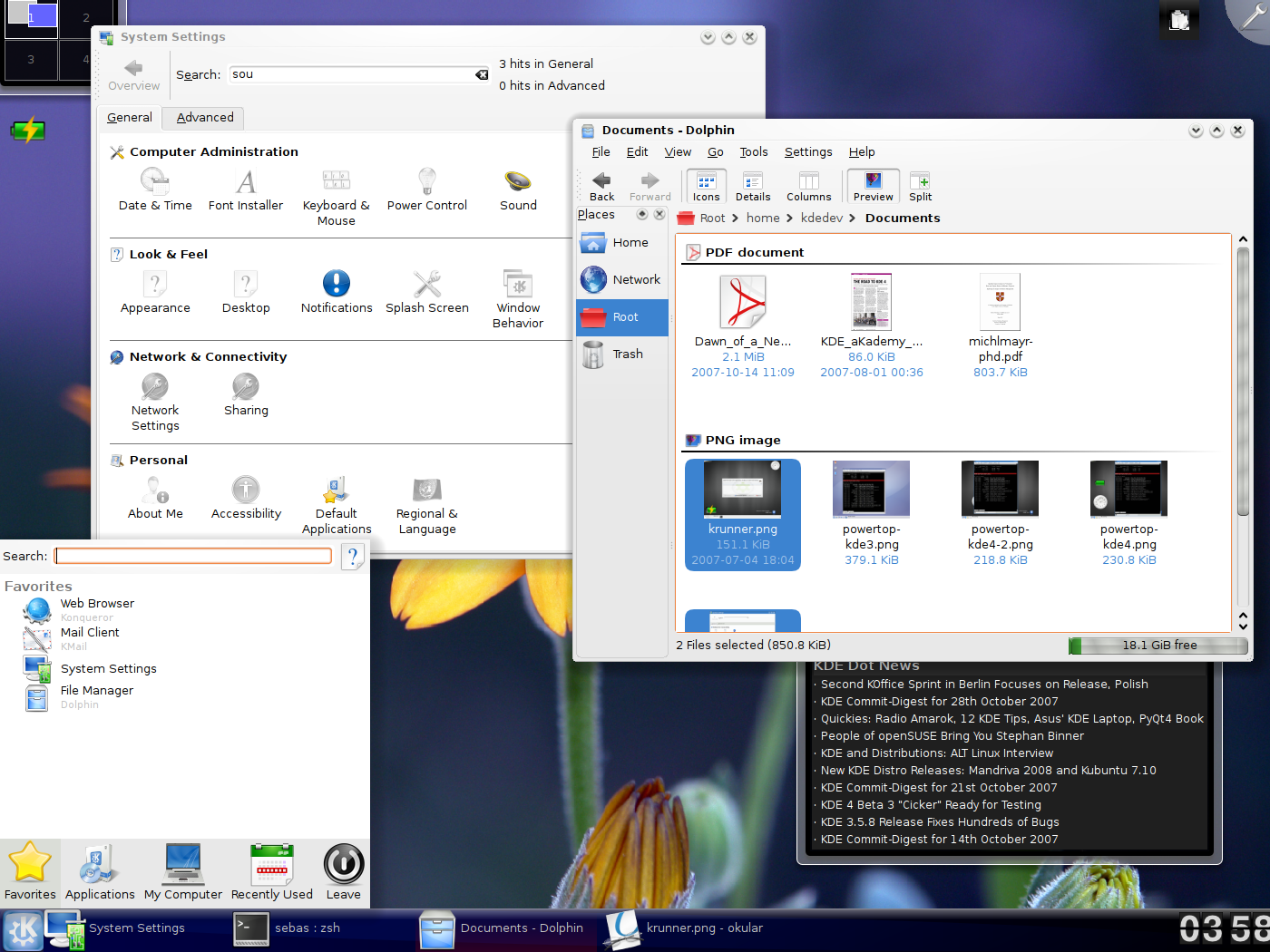
Beta 4, nowe menu dostępowe Kickoff
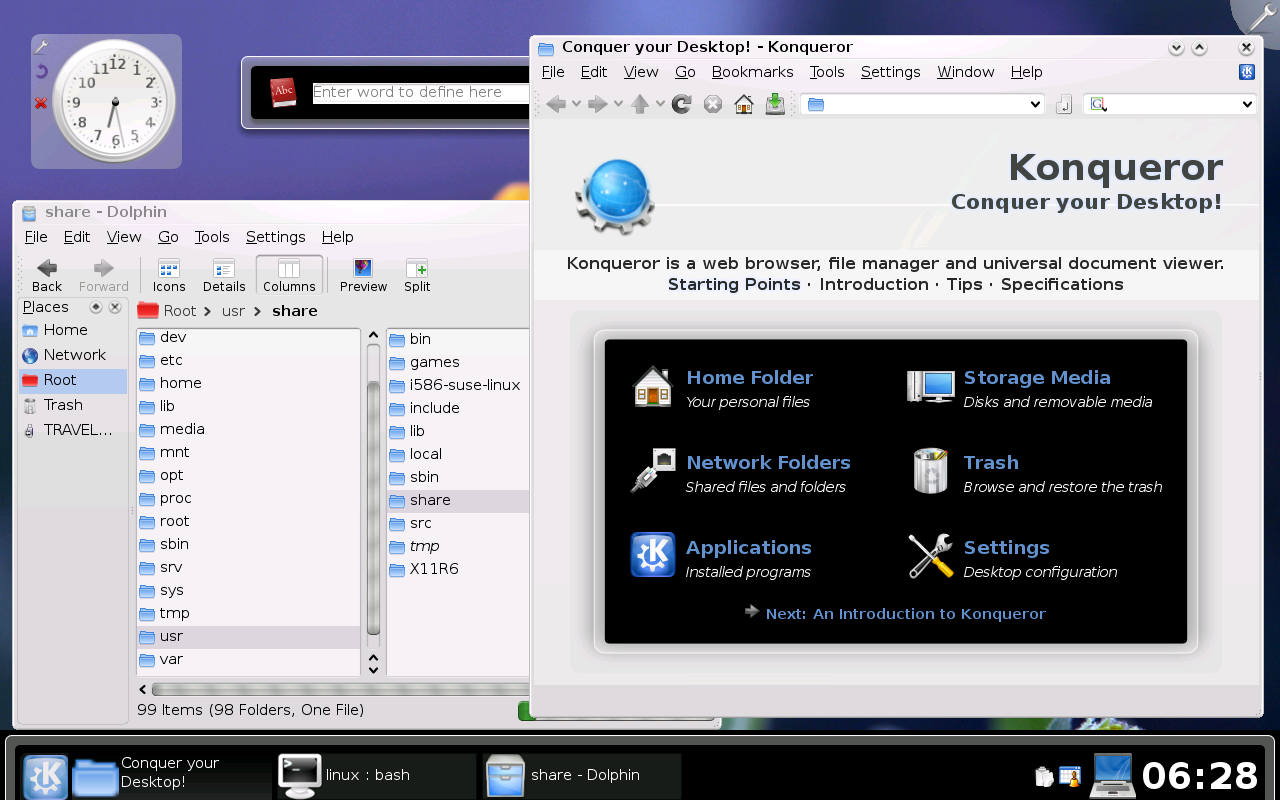
RC2, Dolphin i Konqueror
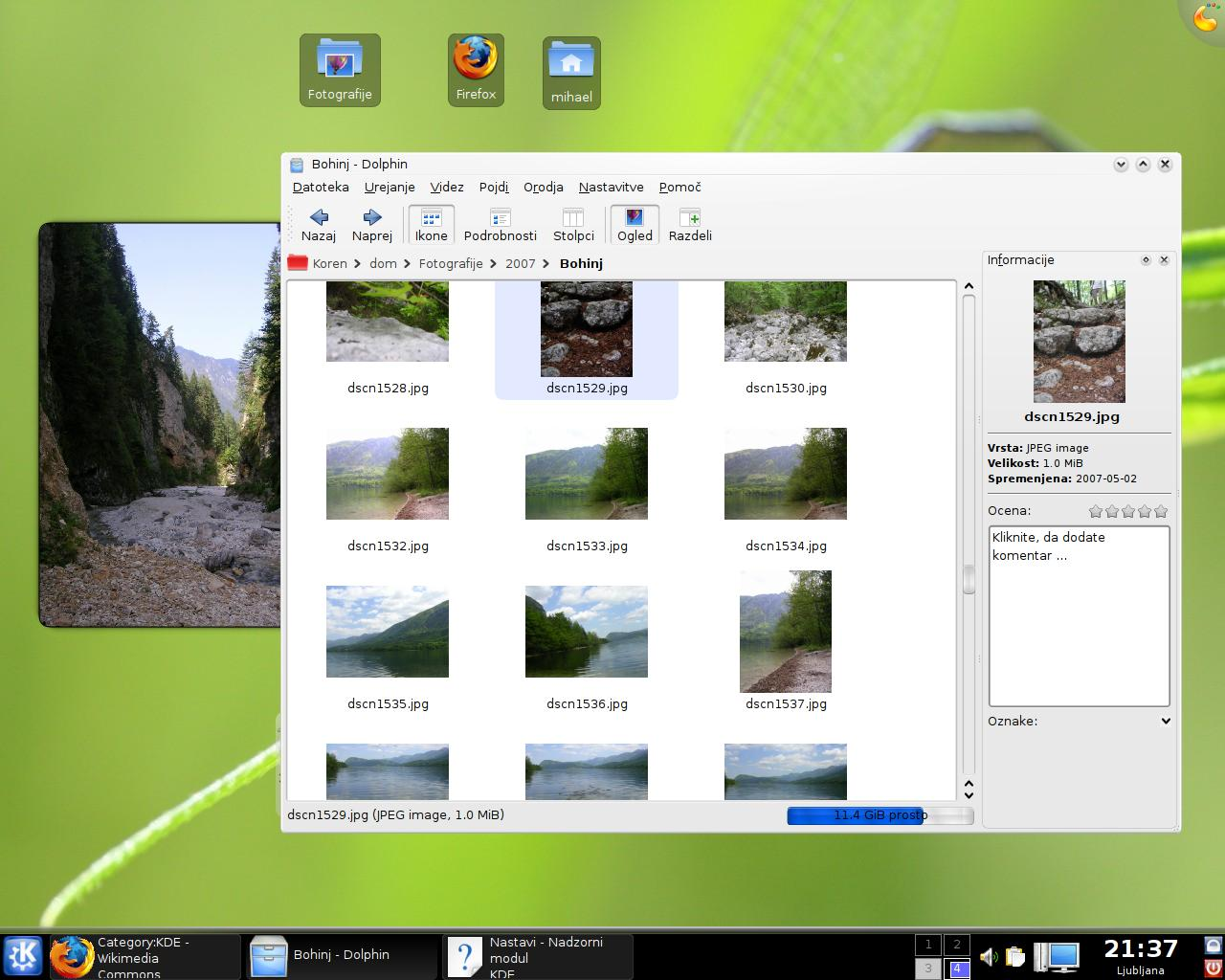
KDE 4.0.0, Uruchomiony Dolphin

### KDE 4.1

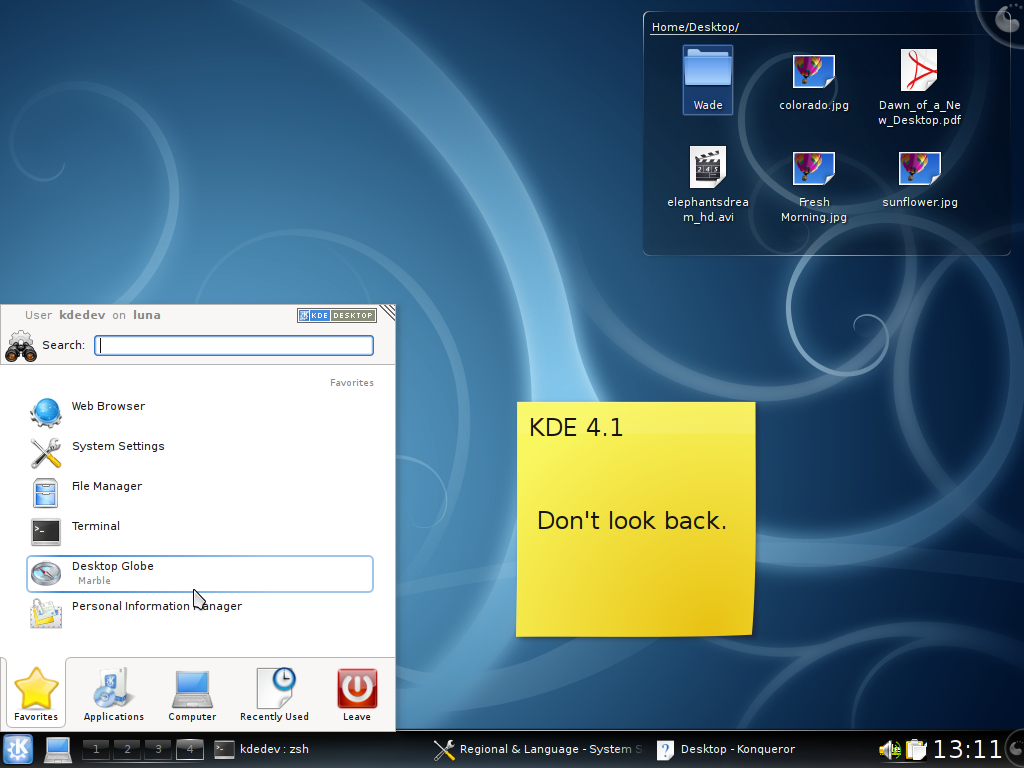
KDE 4.1

KDE 4.1 zostało wydane 29 lipca 2008. W tym wydaniu wprowadzono wspólny system emotikon dla PIM i Kopete oraz DXS, usługę umożliwiającą programom pobieranie i instalowanie dodatków z Internetu, backendy dla GStreamer, QuickTime 7, i DirectShow 9 Phonon. Poprawki plasmy zawierały wsparcie dla widżetów Qt 4 i integrację WebKit pozwalając na współpracę widżetów Apple Dashboard na współpracę z Plasmą i przeniesiono parę programów na Microsoft Windows i OS X.
Dodane programy:
- Dragon Player – odtwarzacz wideo (dawniej Codeine)
- KDE PIM z częścią funkcji Akonadi
- Skanlite – program do obsługi skanera
- Gry: Kdiamond (klon Bejeweled), Kollision, Kubrick, KsirK, KBreakout

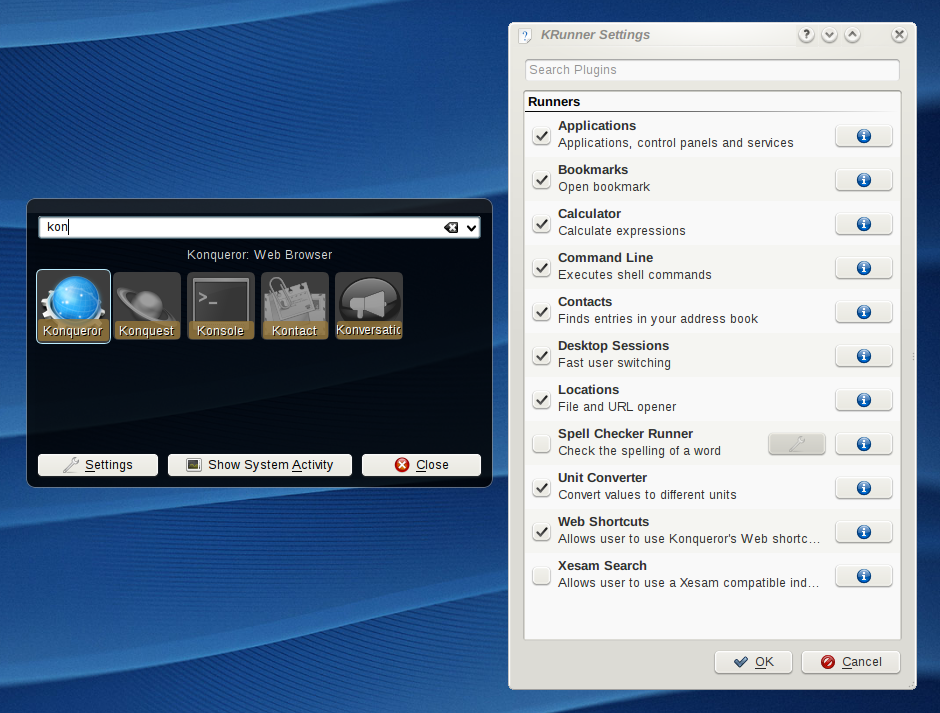
krunner w KDE 4.1 Beta 1.
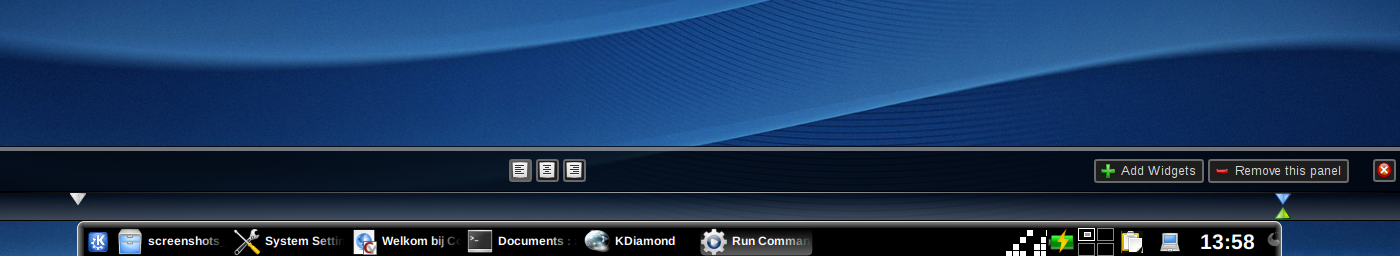
Nowy interfejs ustawień paneli w Beta 1.
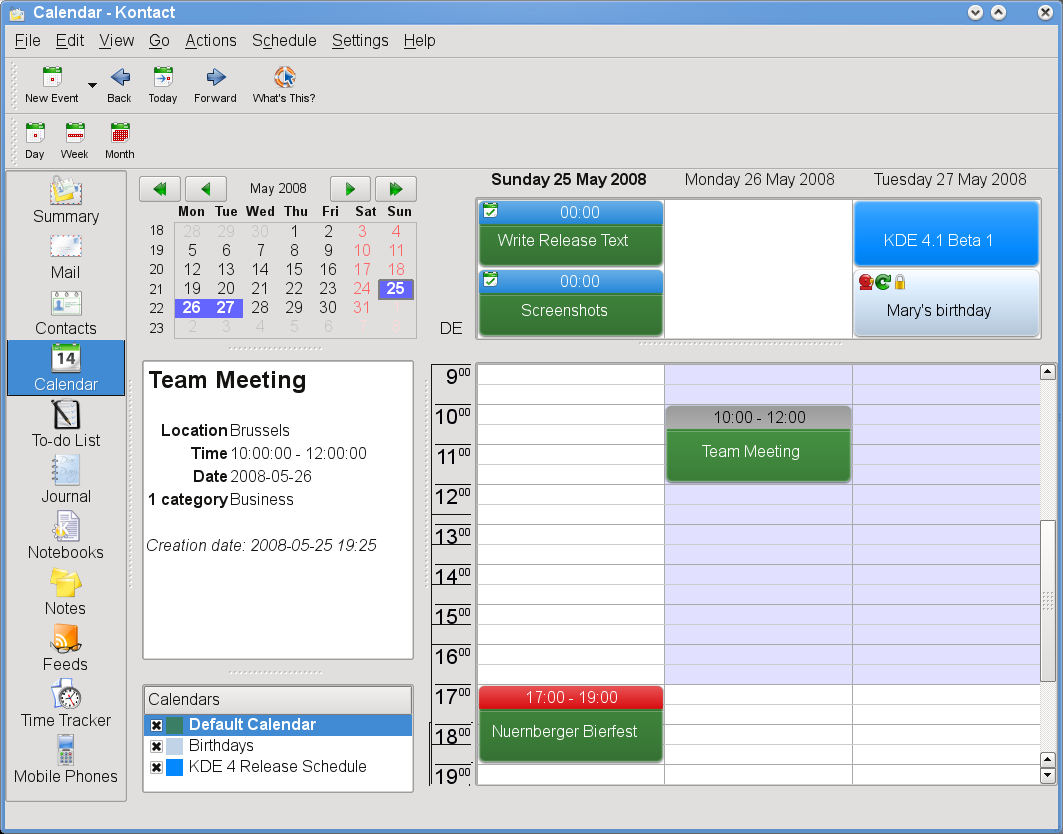
Kontact w Beta 1.
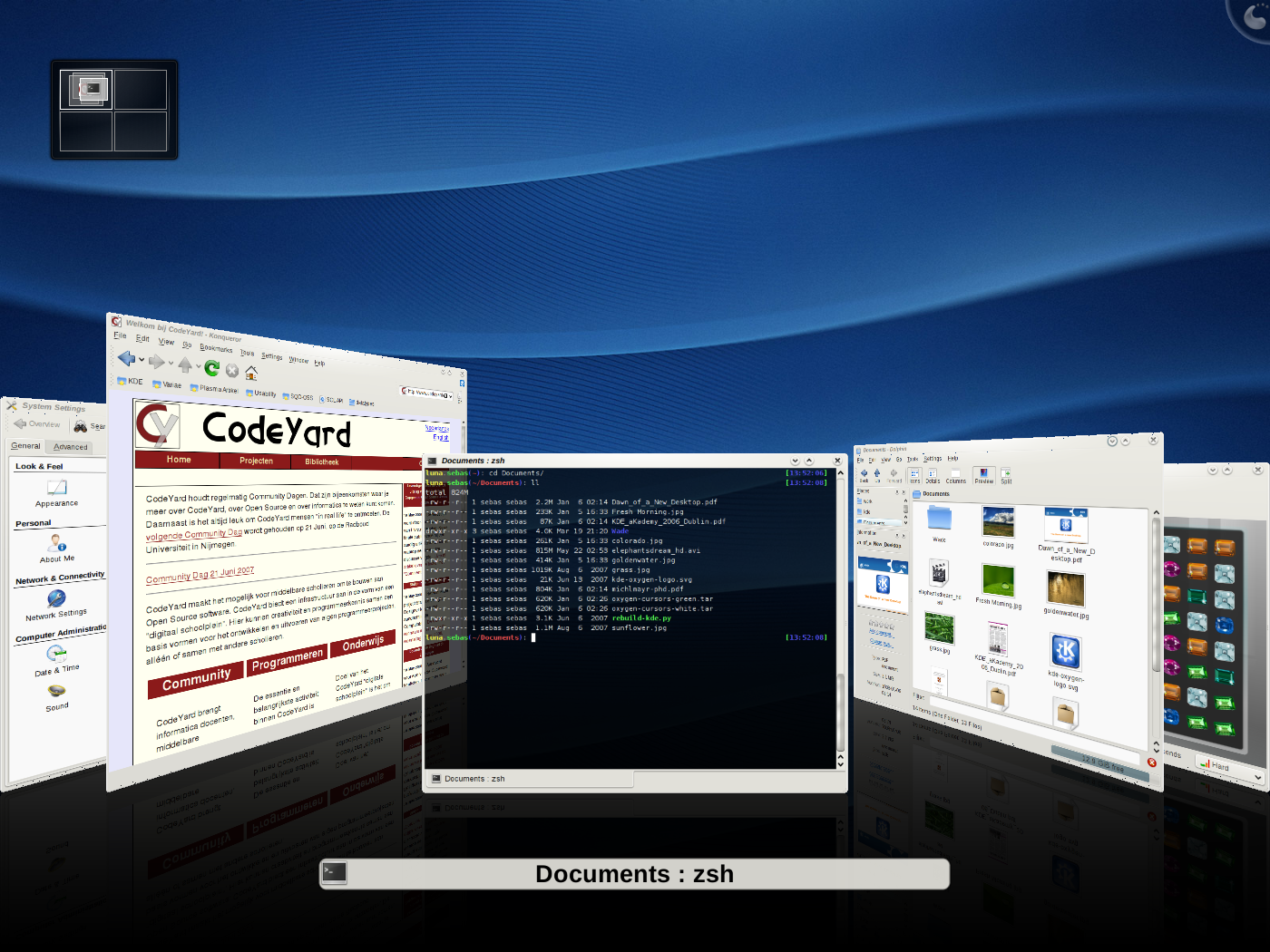
Efekt "CoverSwitch".
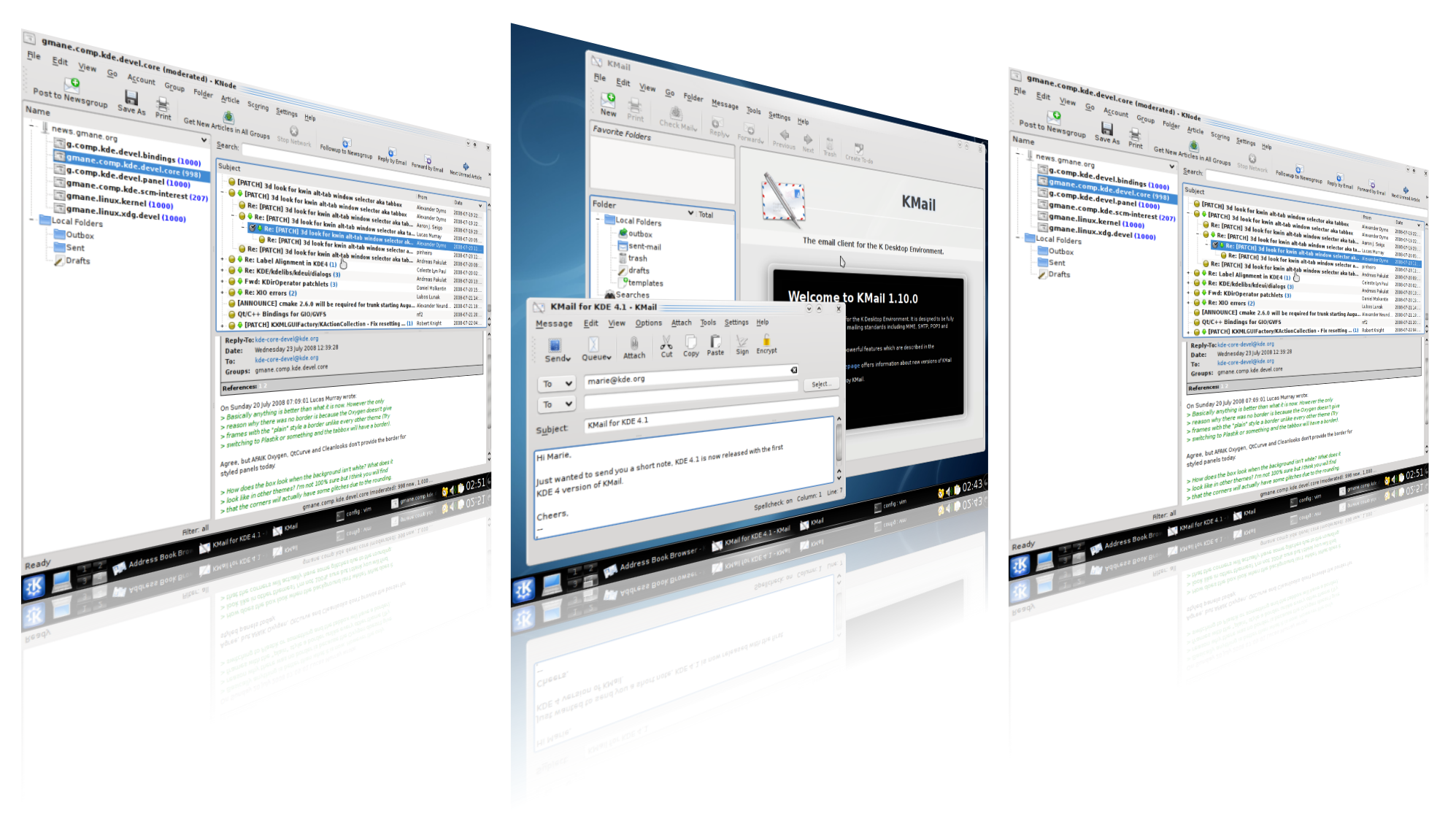
zestaw KDE PIM.

### KDE 4.2

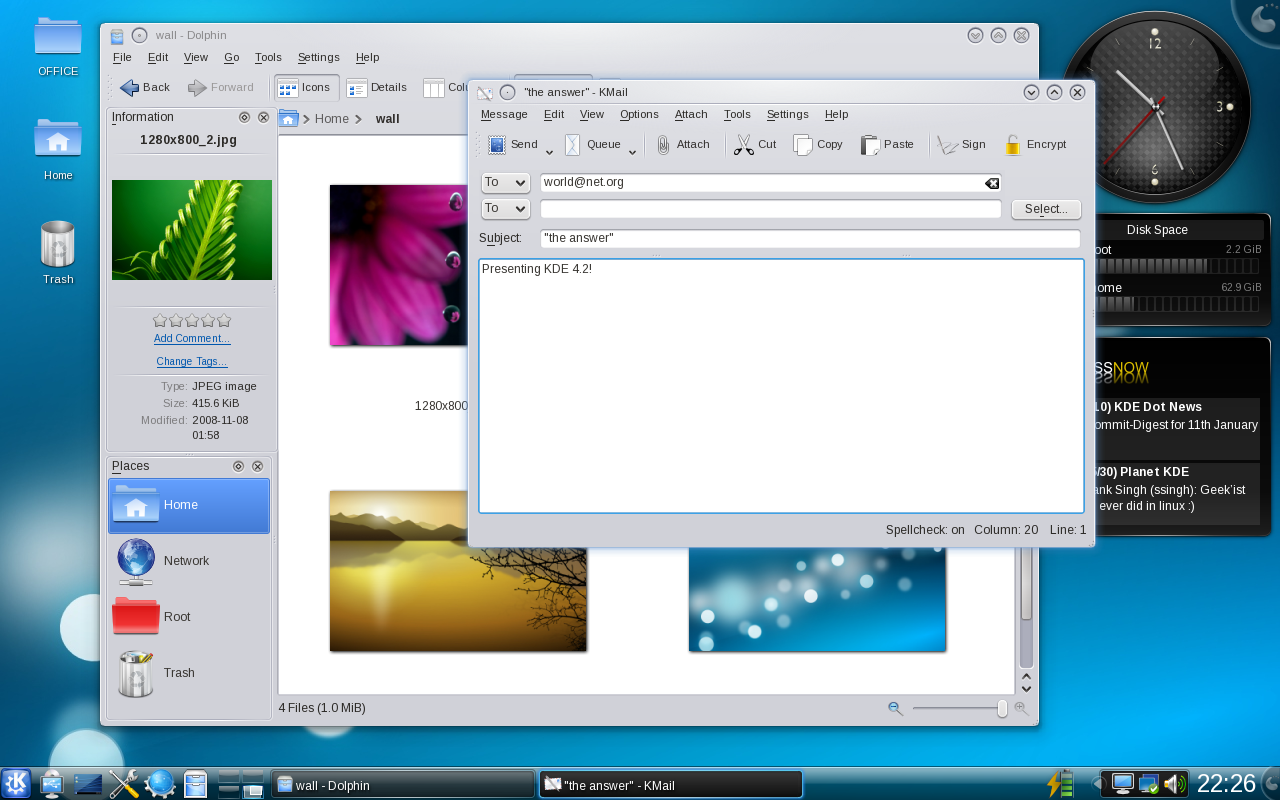
KDE 4.2

KDE 4.2 zostało wydane 27 stycznia 2009. Jest ono postrzegane jako wydanie znacząco ulepszone w stosunku do 4.1 we wszystkich aspektach i odpowiednie do zastąpienia KDE 3.5 dla większości użytkowników.

#### Poprawki pulpitu w KDE 4.2
Wprowadzono tysiące poprawek i wprowadzono wiele funkcji obecnych w KDE 3.5, które były nieobecne w KDE 4.0 i KDE 4.1. Dotyczą grupowania okien, wielowierszowego paska zadań, chowania ikon w tacce systemowej, automatycznego chowania panelu, podglądu okien, podpowiedzi na pasku zadań i na panelu, powiadomienia i śledzenie zadań w interfejsie Plasma oraz możliwość ustawienia widoku ikon na pulpicie po ustawieniu opcji „Widok Folderu”.
Pojawiły się aplety pozwalające na zostawiania wiadomości na zablokowanym ekranie, podglądu plików, przełączanie aktywności pulpitu, wyświetlanie wiadomości wątkowych oraz takie narzędzia jak schowek, kalendarz, stoper, tablica znaków, widżet QuickLaunch, monitor systemu i wiele innych. Plasma może ładować Gadżety Google. Widżety Plasmy mogą być pisane w Ruby i Pythonie. Poprawiono też wsparcie dla apletów w JavaScript i widżetów Apple Dashboard. Zwiększono spójność wyglądu przez poprawę systemu motywów paneli, menu programów i tacki systemowej. Nowa opcja ustawień, właściwości motywu pulpitu dała użytkownikowi większy stopień kontroli nad każdym elementem Plasmy. Tapety pulpitu zaczęły być rozprowadzane na zasadach wtyczek, co umożliwiło twórcom szybkie rozpowszechnienie nowych tapet. Dostępne tapety zawierały pokazy obrazów, fraktale Mandelbrota i zwyczajne obrazy.
Zostały dodane nowe efekty pulpitu takie jak efekt minimalizacji, „magicznej lampy” oraz sześcienny i kulisty przełącznik obszarów roboczych. Inne, takie jak siatka pulpitu, zostały poprawione. Interfejs pozwalający włączać efekty został przeorganizowany w celu łatwiejszego wyboru najczęściej używanych efektów. Efekty pulpitu są domyślnie włączane na sprzęcie, który obsługuje akcelerację grafiki. Automatycznie sprawdza przed włączeniem efektów, czy akceleracja grafiki działa.
Zwiększyła się funkcjonalność Krunnera — okna dialogowego „Uruchom program…” dzięki wtyczkom takim jak moduł sprawdzania pisowni, historia przeglądarki Konqueror, zarządzanie zasilaniem przez PowerDevil, KDE Places, ostatnio otwierane dokumenty oraz możliwość uruchomienia specjalnej sesji edytora tekstu Kate, Konquerora czy Konsole. Wytczka konwertera ma teraz możliwość zamiany jednostek masy, długości i prędkości.
Obsługa wielu ekranów została poprawiona dzięki bibliotece Kephal, poprawiając wiele błędów związanych z uruchamianiem KDE na więcej niż jednym monitorze.

#### Nowe i ulepszone programy
Dodano takie programy jak PowerDevil, system zarządzania energią do kontrolowania różnych aspektów urządzeń mobilnych. Nowy system konfiguracji drukowania przywraca wiele funkcji, których brakowało w KDE 4.0 i 4.1. Komponenty „printer-applet” i „system-config-printer-kde” są dostarczane z modułami „kdeadmin” i „kdeutils”. Killbots to nowa gra dołączona do KDE Games w tym wydaniu.
We wszystkich programach naprawiono błędy. Do Dolphina dodano obsługę podglądu plików w paskach narzędziowych i pasek powiększenia widoku elementów. Może teraz wyświetlić pełną ścieżkę dostępu w niewielkim pasku. Przyspieszono ładowanie stron w Konquerorze przez wstępne ładowanie danych o domenie w silniku KHTML. Pasek wyszukiwania podczas wpisywania poprawia wyszukiwanie na stronach. KMail ma nową listę nagłówków wiadomości i opracowany na nowo widok załączników. Edytor tekstu KWrite i Kate mogą pracować w tyrbie Vi, tradycyjnego edytora tekstu dla Uniksa. Ark, menedżer archiwów ma teraz obsługę archiwów zabezpieczonych hasłem i jest dostępny przez menu kontekstowe menedżera plików. KRDC, klient zdalnego dostępu ma ulepszoną obsługę Active Directory przez LDAP. Do Kontakt dodano nowy widok terminarza i obsługę przeciągania i upuszczania w widoku „wolny/zajęty”. KSnapshot używa teraz tytułu okien jako nazwy zapisywanych zrzutów ekranowych, ułatwiając ich indeksowanie i wyszukiwanie.

#### Opinie
Według Thoma Holwerda, członka OSNews, wydanie KDE 4.2 oznaczało „koniec fazy testowej i przejście w stan gotowości dla każdego — nie tylko dla twórców i entuzjastów.

### KDE 4.3

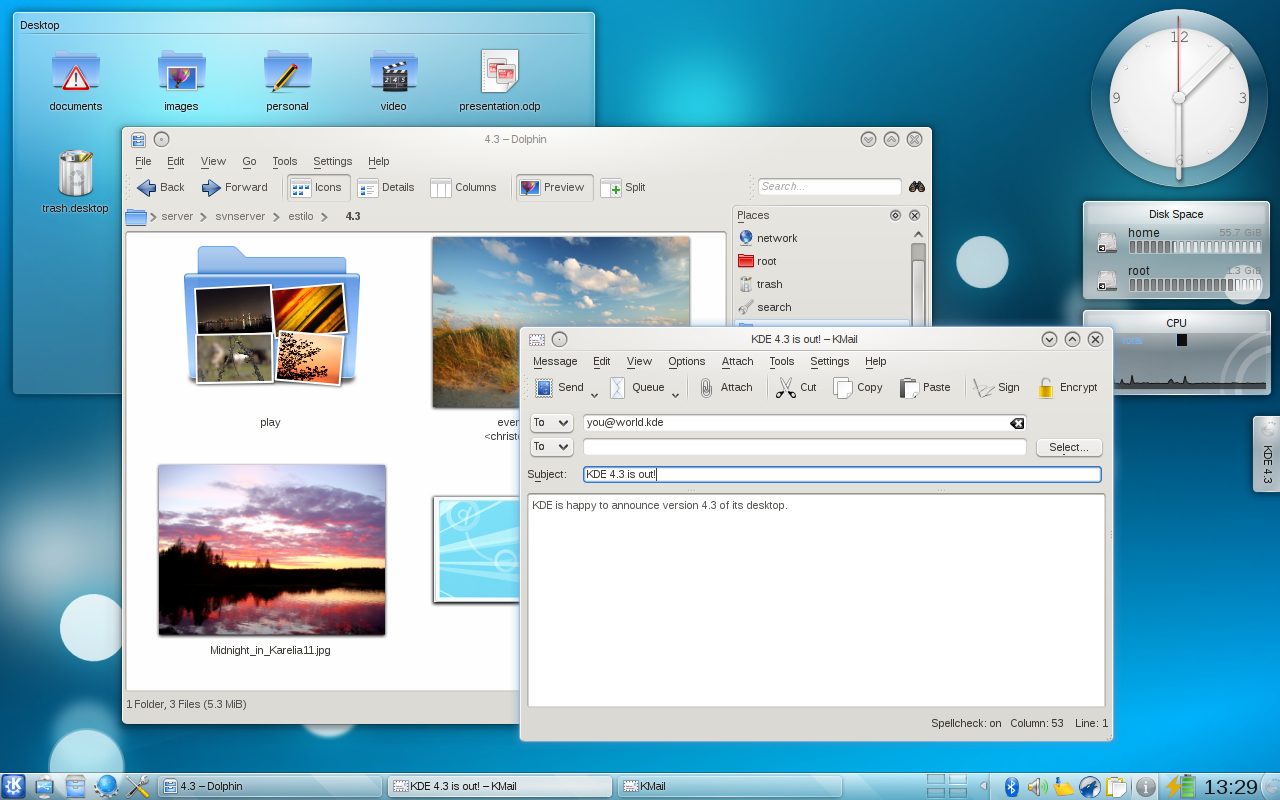
KDE 4.3

KDE 4.3 zostało wydane 4 sierpnia 2009. Głównym celem było czyszczenie kodu i dodawanie nowych funkcji. Poprawiono ponad 10 000 błędów i wprowadzono 2000 zaproponowanych funkcji. Integracja z innymi technologiami, takimi jak usługa PolicyKit, NetworkManager i geolokalizacji była również ważnym celem tego wydania. Zreorganizowany został interfejs Krunner i wprowadzono bardziej elastyczną tackę systemową. Dodano wiele nowych Plasmoidów, w tym plasmoid OpenDesktop.org — pierwszy krok to utworzenia społecznościowego pulpitu. Dodano też wiele nowych skrótów klawiaturowych do Plasmy.

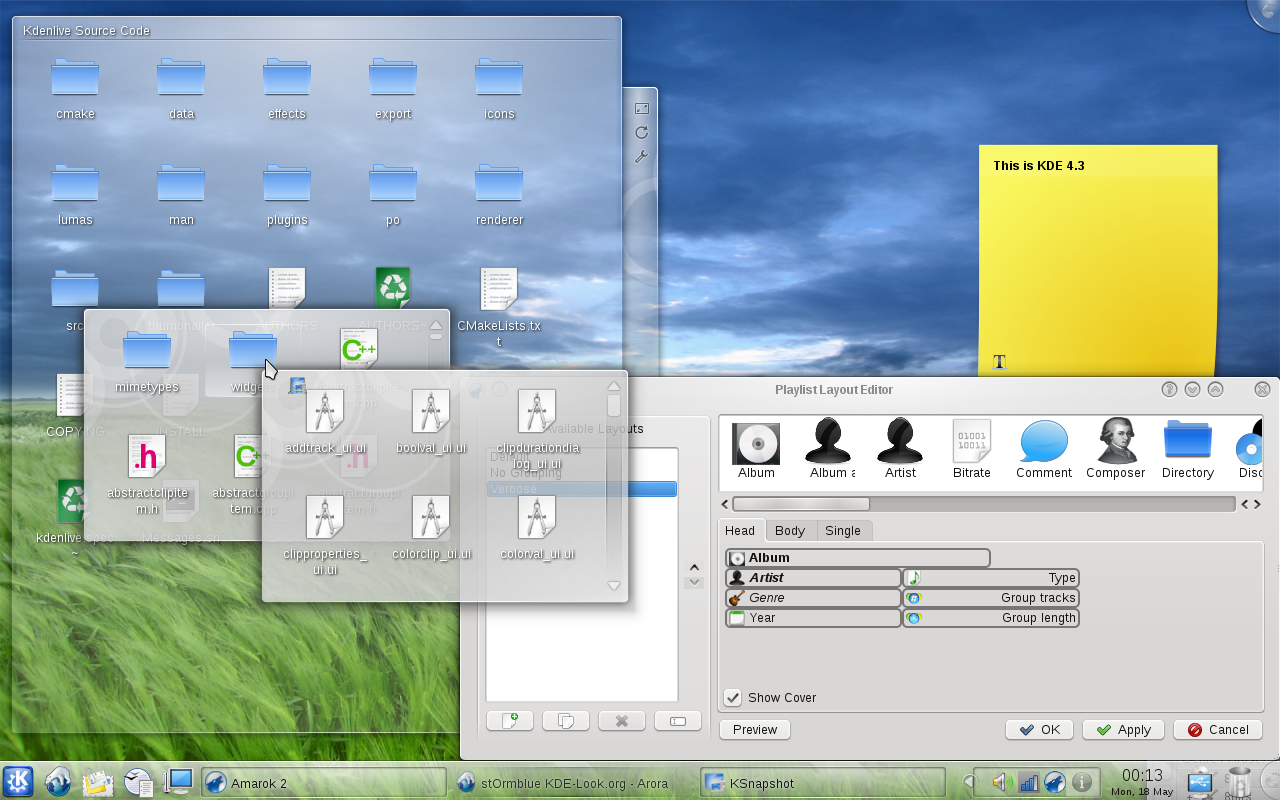
Nowy dymek widoku folderu, notatki na pulpicie i nowy edytor list odtwarzania w Amarok 2.1
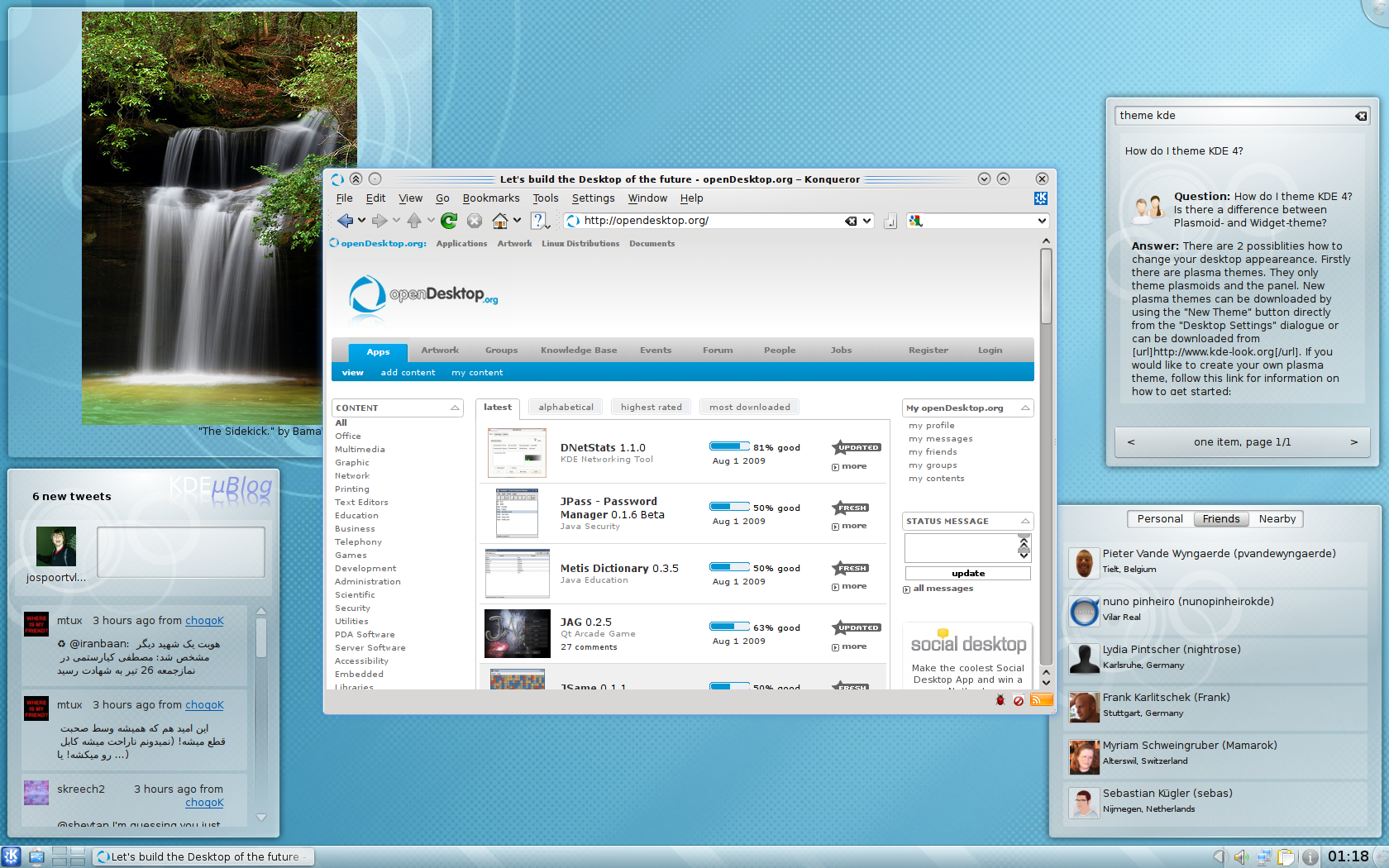
Social desktop w KDE 4.3 i inne usługi online.
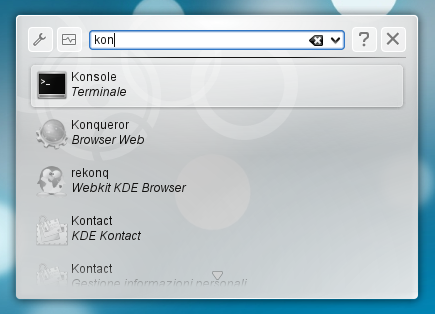
Nowy interfejs Krunner.

### KDE SC 4.4

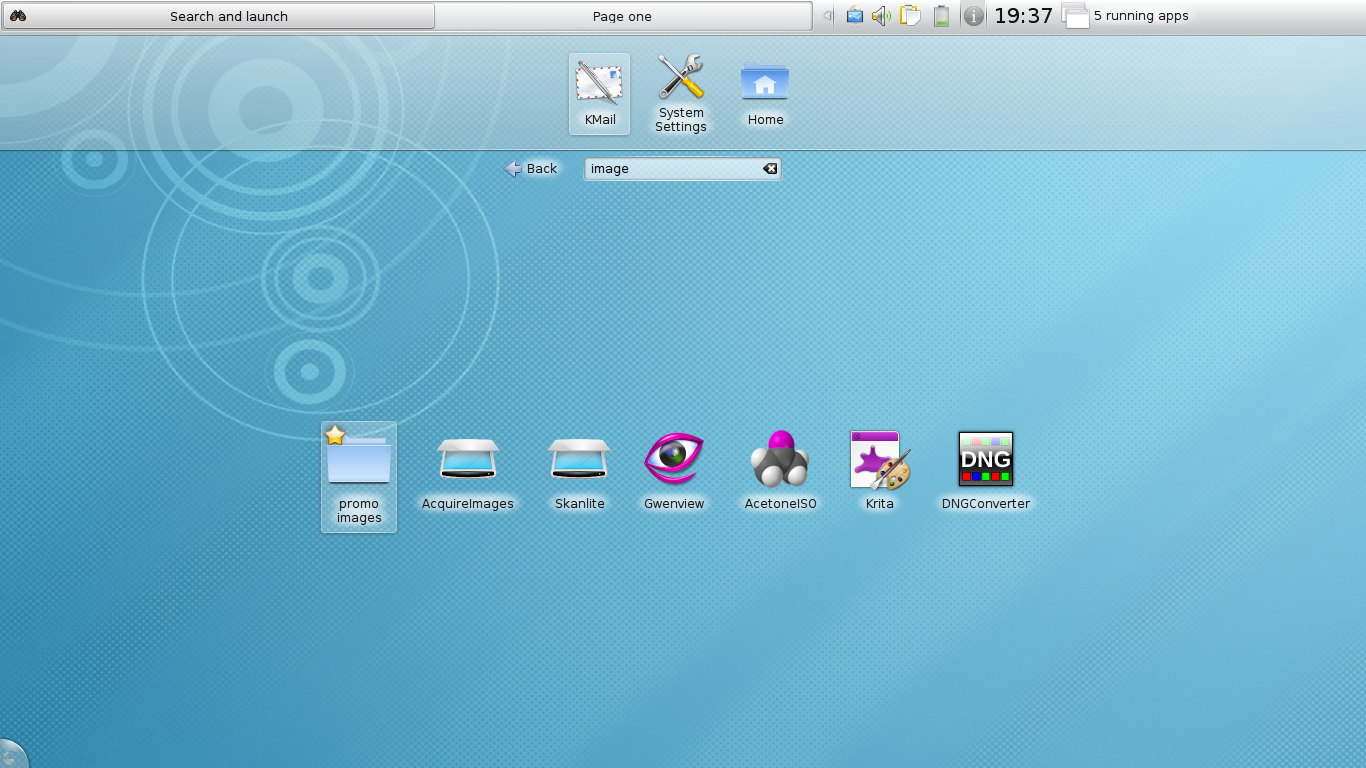
Plasma w wersji dla netbooków w KDE SC 4.4

KDE SC 4.4 zostało wydane 9 lutego 2010 i oparto je na bibliotece Qt 4.6. Dzięki temu poprawiła się wydajność KDE SC. Zmiany w bibliotece Qt objęły między innymi wprowadzenie nowego frameworka animacji Kinetic.
KAddressBook został zastąpiony całkowicie nowym programem o tej samej nazwie – wcześniej znany jako KContactManager. Kluczowymi cechami nowego KAddressBook jest integracja z Akonadi i spójny interfejs użytkownika.
Inną ważną cechą tego wydania jest dodanie nowego interfejsu Plasmy przystosowanego do pracy z netbookami.
Wydano wersję 1.0 Kopete
Zadebiutowało KAuth, wieloplatformowe API uwierzytelnienia. Z początku tylko PolicyKit było wspierane jako back-end.

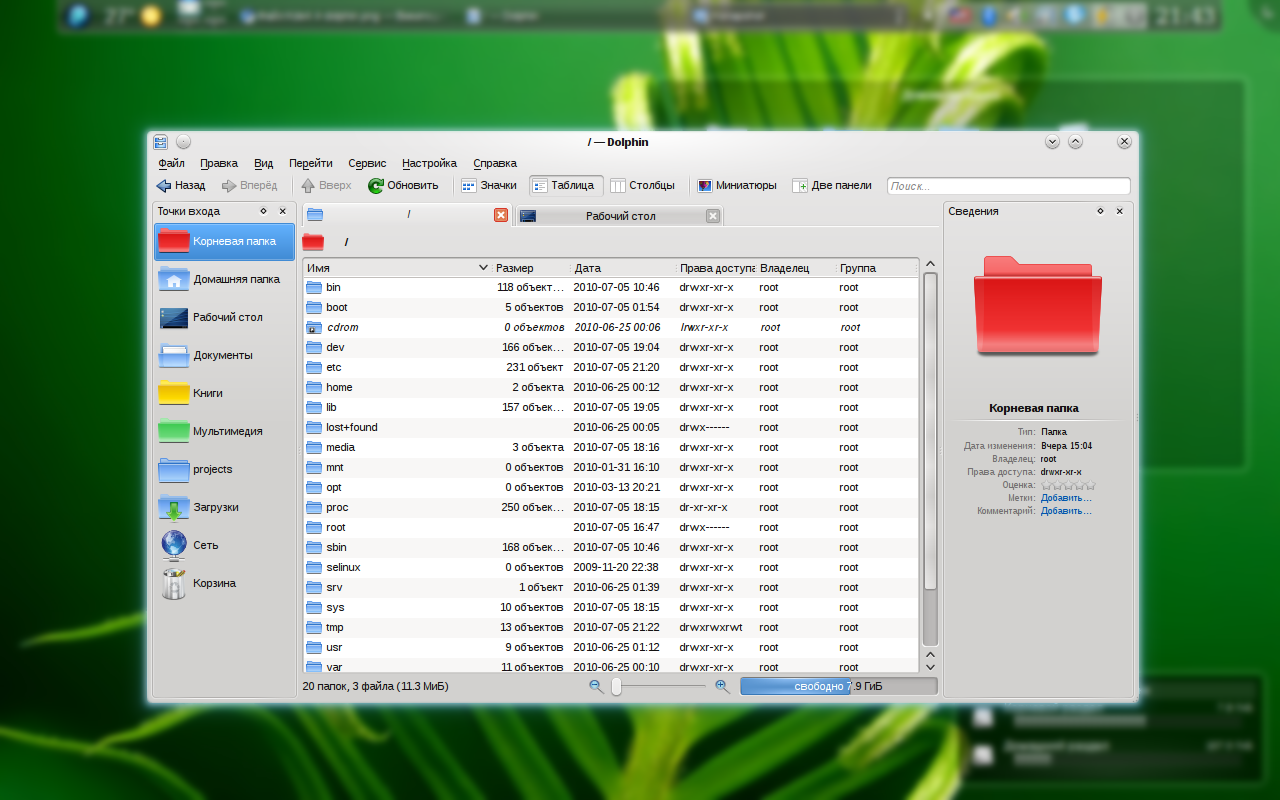
Dolphin w KDE SC 4.4

### KDE SC 4.5

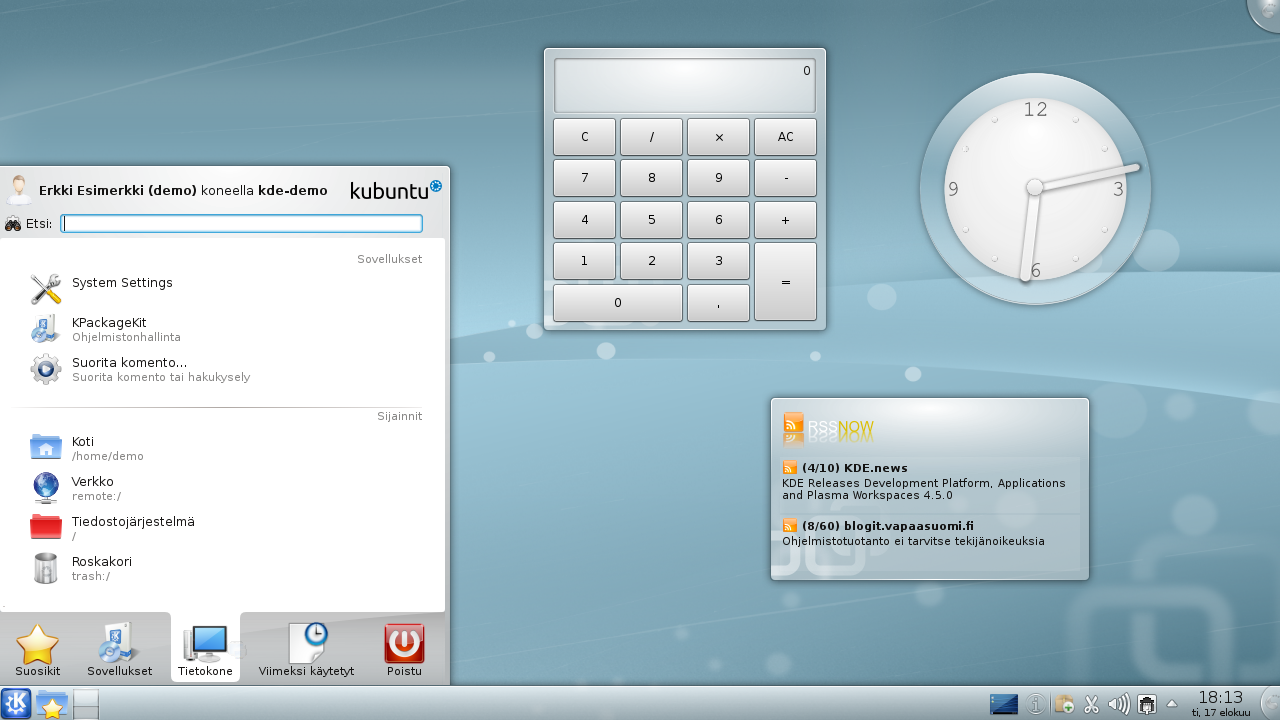
KDE SC 4.5

KDE SC 4.5 zostało wydane 10 sierpnia 2010. Skupiono się na dopracowaniu istniejących funkcji i dodaniu paru nowych. Zintegrowano z KDE SC używany w takich przeglądarkach internetowych jak Apple Safari czy Google Chrome silnik renderowania WebKit. Mimo to KHTML nadal będzie rozwijany.
KPackage został porzucony; zaproponowano wprowadzenie KPackageKit, ale tego nie zrobiono.
- Do KWin dodano opcję kafelkowania
- Marble ma również funkcję planowania trasy
- System powiadomień przeprojektowano tak, aby działał bardziej dyskretnie i był bardziej użyteczny[35].

Pierwotnie planowano zakończyć przenoszenie Akonadi, KMail, Kontact i inne aplikacje i opublikować je w KDE SC 4.5. Plan ten musiał zostać porzucony, co z powodu opóźnień oznaczało, że nie wydano wersji 4.5 tych aplikacji. Wersje 4.4 otrzymają do wydania KDE SC 4.6 poprawki błędów.

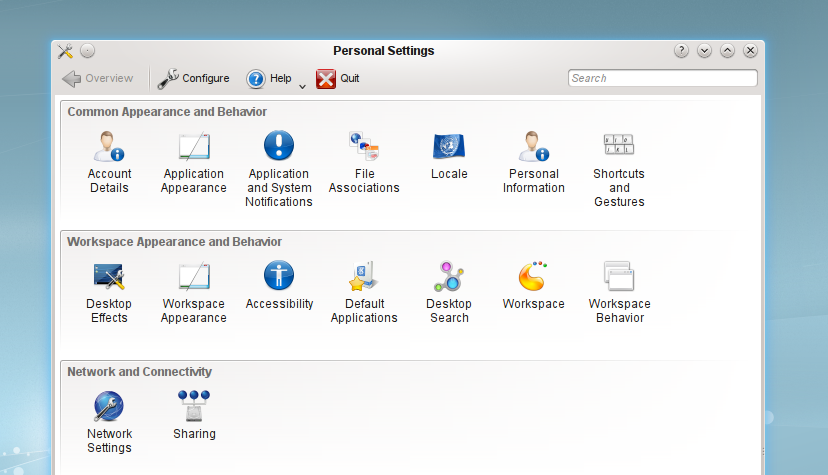
Nowy układ ustawień systemowych
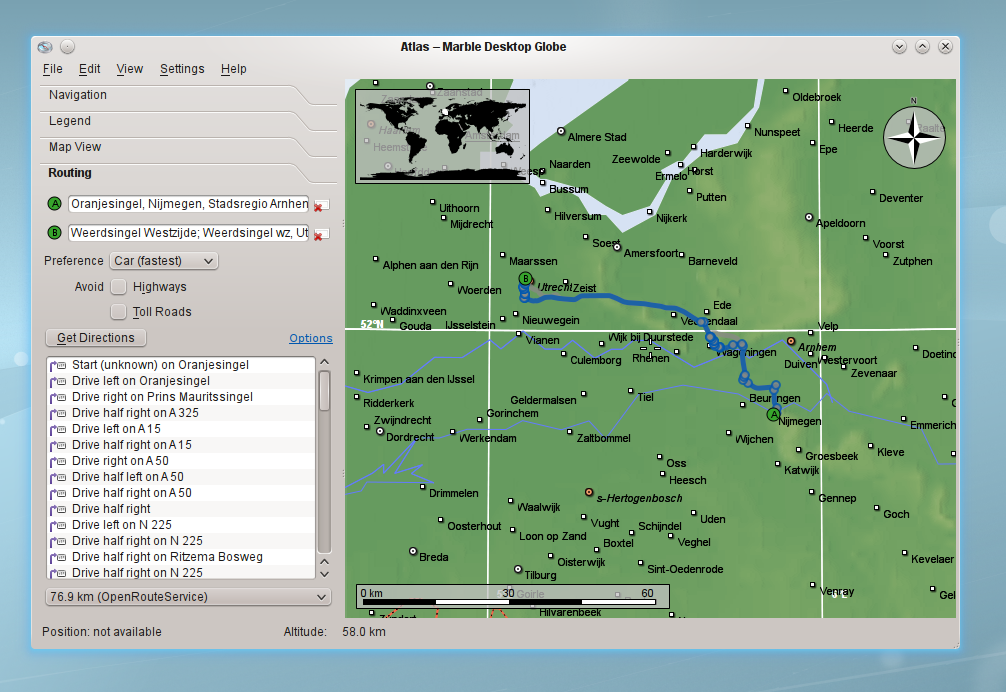
Tryb planowania trasy w Marble
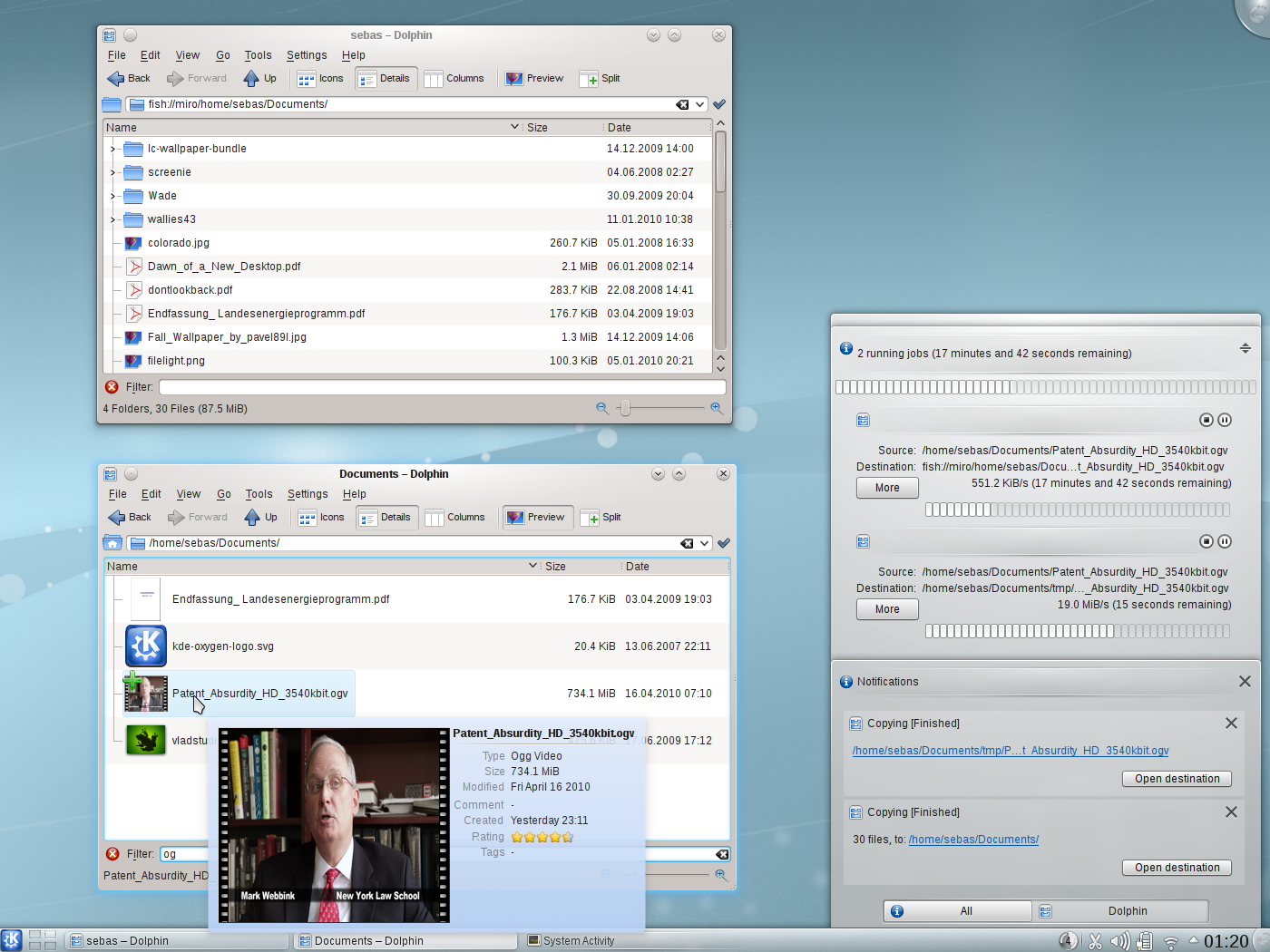
Nowy system powiadomień systemowych

### KDE SC 4.6

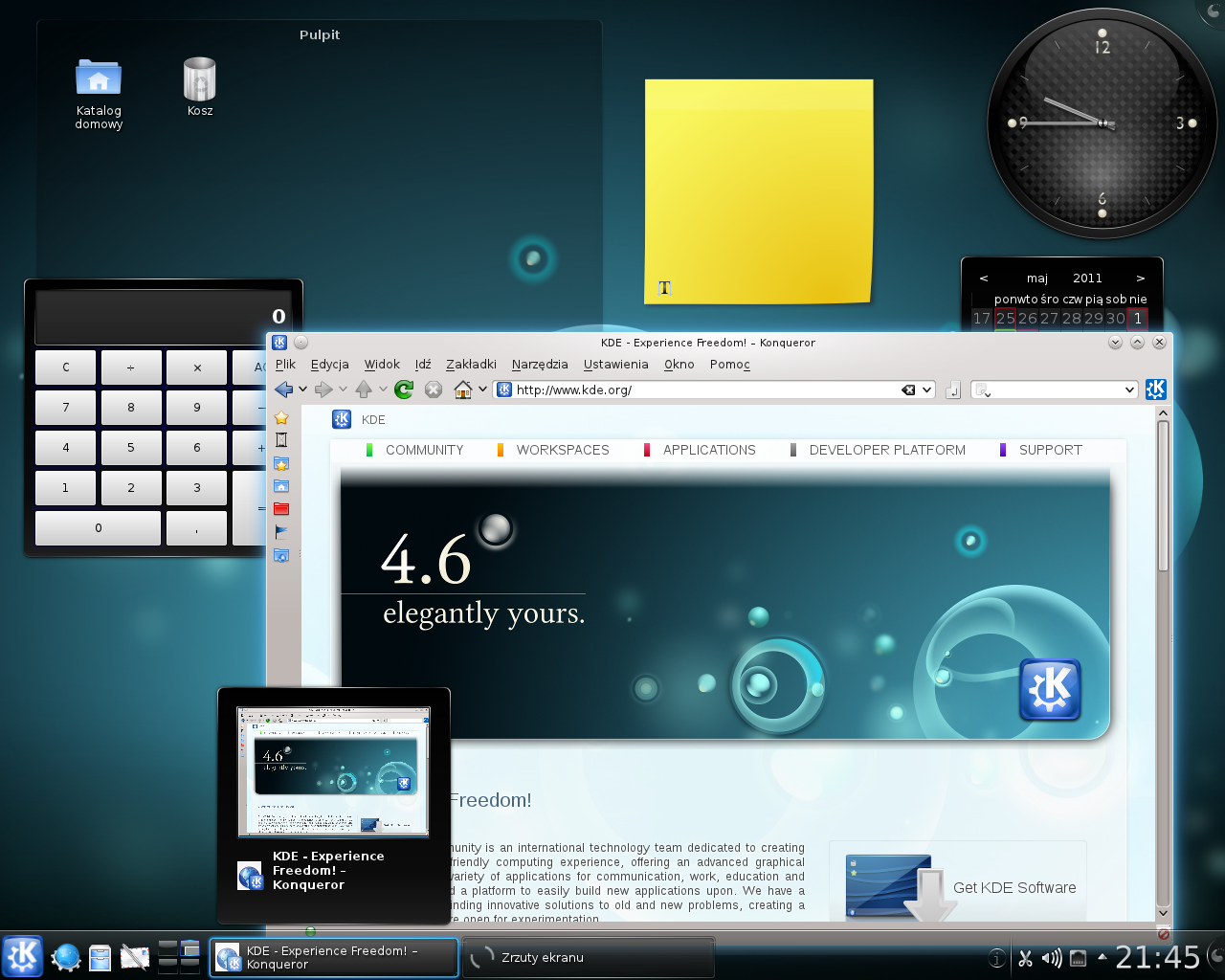
KDE 4.6

KDE 4.6 zostało wydane 26 stycznia 2011. Rozwój funkcjonalności przewidzianych w tym wydaniu został zamrożony 12 listopada 2010. Szczególną uwagę zwrócono na szybkość działania, m.in. ekranu startowego i geometrii ekranu renderowanej przez OpenGL.

#### Workspaces
- Zwiększenie wydajności oraz wprowadzenie interfejsu skryptowego dla KWin,
- Wprowadzenie możliwości tworzenia Plasmoidów za pomocą QML,
- Na nowo przepisano usługę zarządzania energią,
- Usługa BlueDevil zastąpiła poprzednią usługę odpowiedzialną za obsługę Bluetooth.
- Wprowadzenie do wersji biurkowej obsługi aktywności znanej z wersji dla netbooków.

#### Programy
- Ulepszenie funkcji planowania trasy,
- Duża część Kolf została przepisana,
- Kontact ponownie staje się częścią KDE Software Compilation,
- Uporządkowano widok opcji w ustawieniach systemowych.

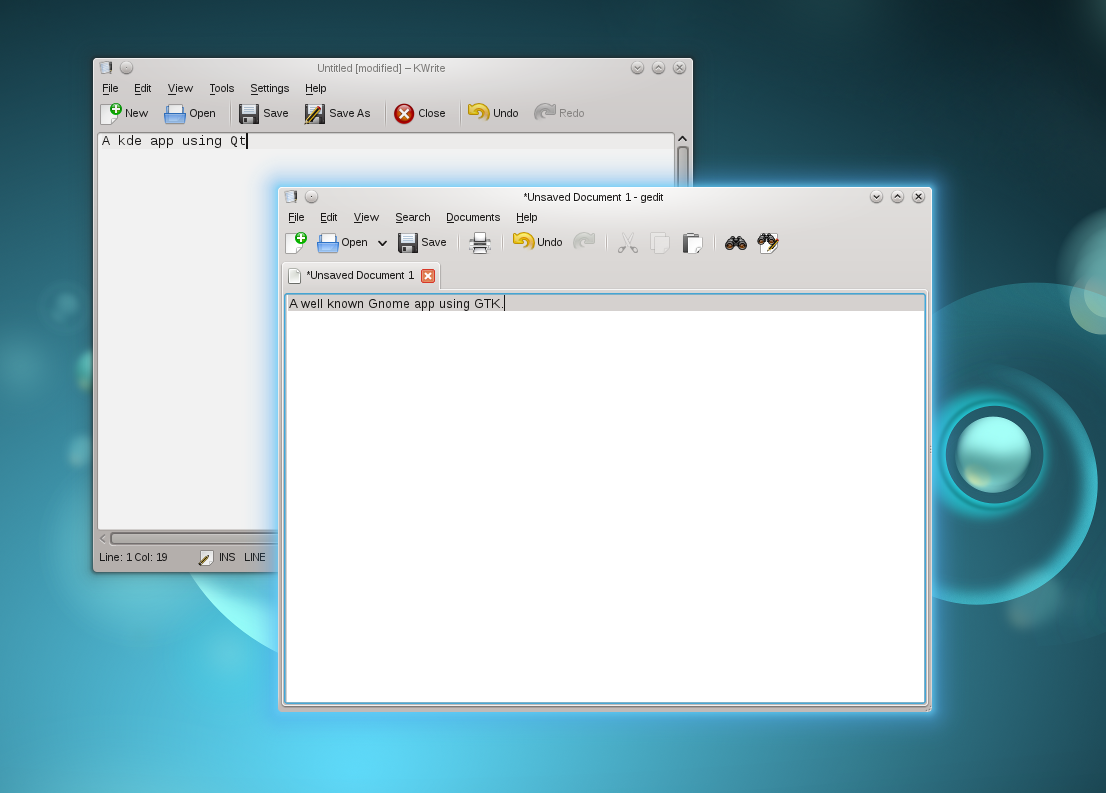
Poprawiona integracja programów GTK+ z KDE
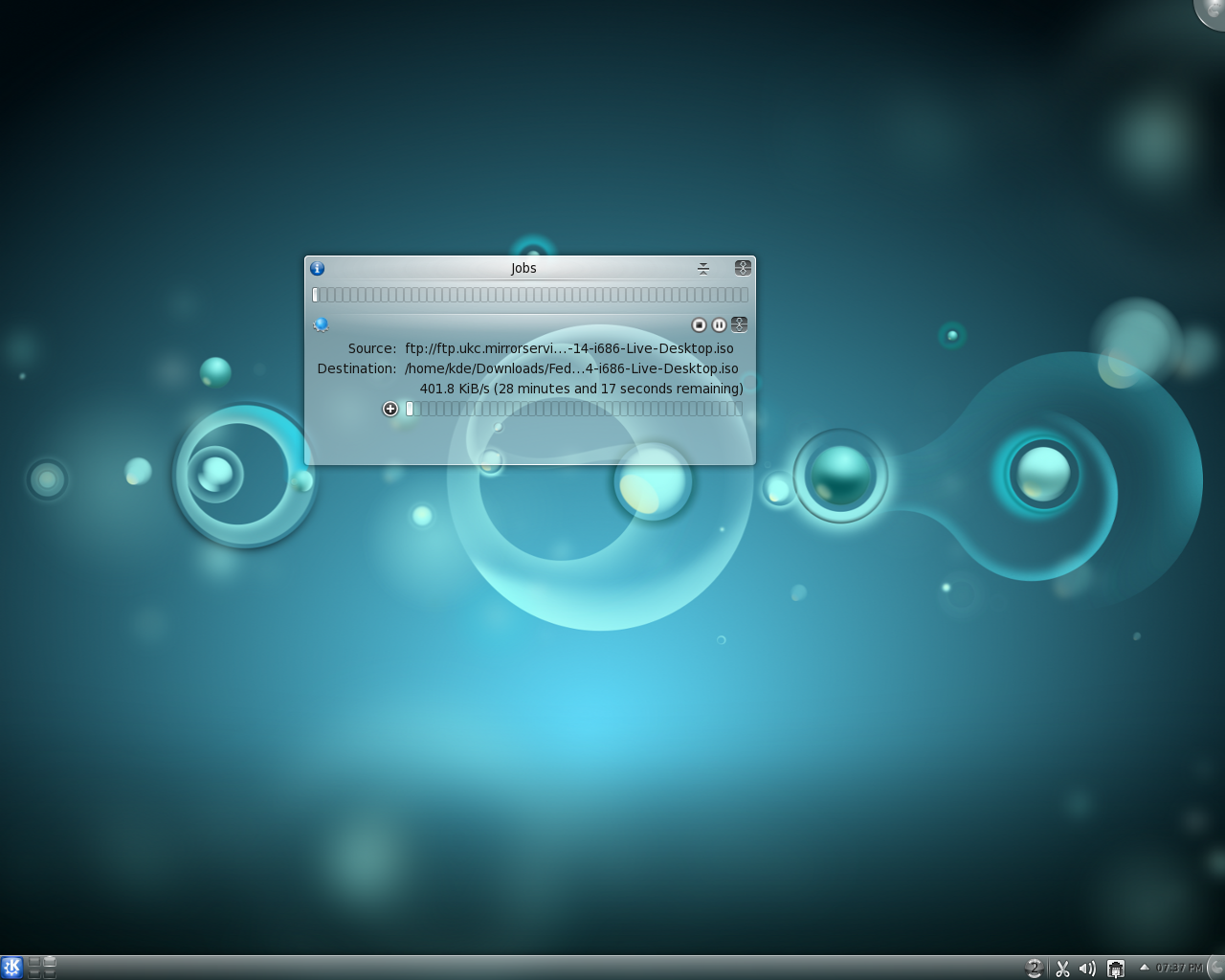
Przenośne powiadomienie systemowe

### KDE SC 4.7
KDE 4.7 zostało wydane 28 lipca 2011. W tej wersji zaktualizowano KWin w celu zachowania zgodności z OpenGL ES 2.0, które poprawia przenośność na tablety i platformy mobilne oraz przystosowuje do pracy z Wayland. W tym celu użyto również Qt Quick. Wprowadzono również poprawki i aktualizacje Plasma Desktop, takie jak ulepszone zarządzanie siecią, aktualizacje widżetów, między innymi Kickoff oraz działań Plasmy.
Wprowadzono również wiele nowości do programów wchodzących w skład KDE SC 4.7:
- W menedżerze plików Dolphin odświeżono interfejs użytkownika w celu zwiększenia czytelności,
- Dodano do Marble nawigację głosową, kreatora map i nowe wtyczki,
- W Gwenview dodano możliwość porównania dwóch lub więcej wyświetlonych obok siebie obrazów,
- Wykonano port Kontact do Akonadi, dzięki czemu inne programy mają łatwiejszy dostęp do bazy danych tego programu,
- Dodano obsługę wykrywania twarzy, wersjonowanie obrazów i tagowanie obrazów w DigiKam.

Inne programy, takie jak Kate, Kalzium, KAlgebra, KStars i KDevelop zostały w tym wydaniu zaktualizowane. Ponadto poprawiono ponad 12000 błędów.

### KDE SC 4.8
KDE SC 4.8 zostało wydane 25 stycznia 2012. Będzie zawierać KDELibs w wersji 4.7, zamiast 4.8 z powodu poświęcenia prac nad nową wersją KDELibs oznaczoną numerem 5.0.
Wydajność KWin zostanie zwiększona dzięki optymalizacji renderowania efektów. Oprócz tego zostanie również poprawiona zmiana rozmiaru okien.
Inne nowości, które pojawią się w KWin to: przełączanie okien w QML (Tabbox), klasa AnimationEffect i wstępna obsługa Wayland. Domyślnie większość ikon w zasobniku systemowym ma zostać zintegrowana z paskiem zadań.
Do KDE SC 4.8 zostanie dołączona przepisana wersja Dolphina zawierająca m.in. poprawki wydajności, animowane przejścia, ulepszone wyświetlanie plików, ulepszony wygląd. Do Cantor zostanie dodane wsparcie dla backendu opartego na Qalculate i możliwe jest dołączenie Dragon Player 3.

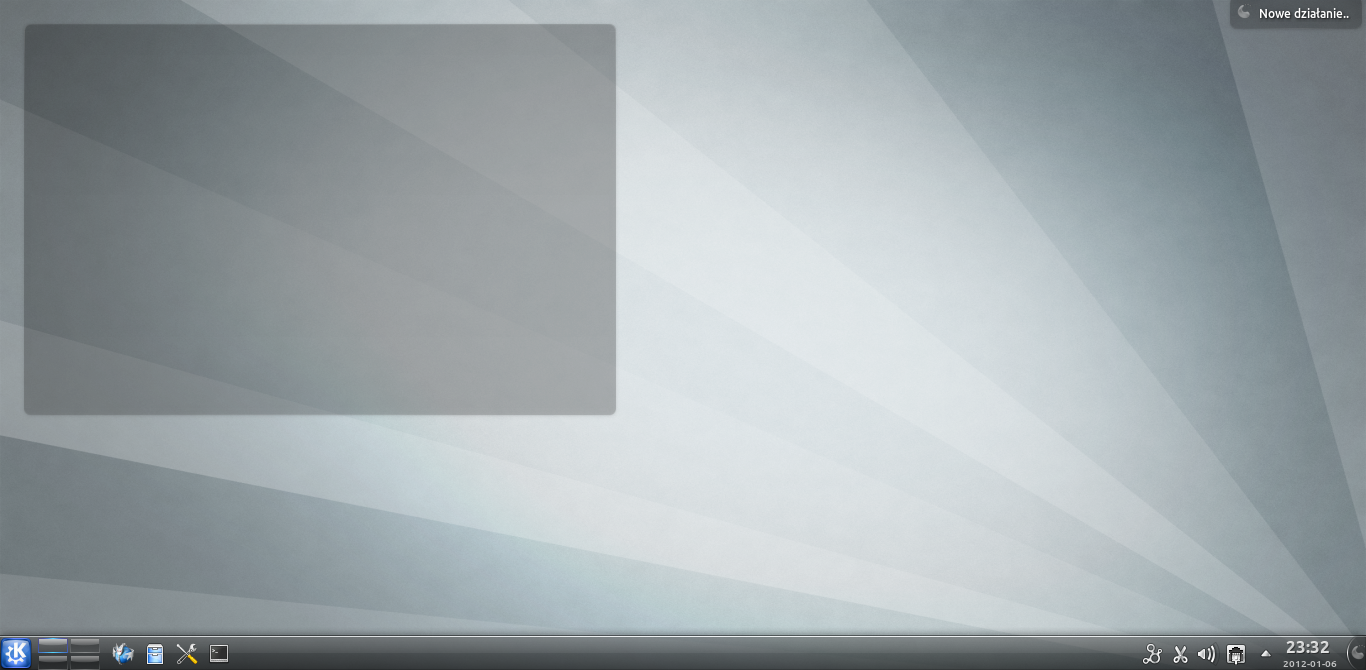
Pusty pulpit Kubuntu z widżetem „Icon-Only Task Manager”
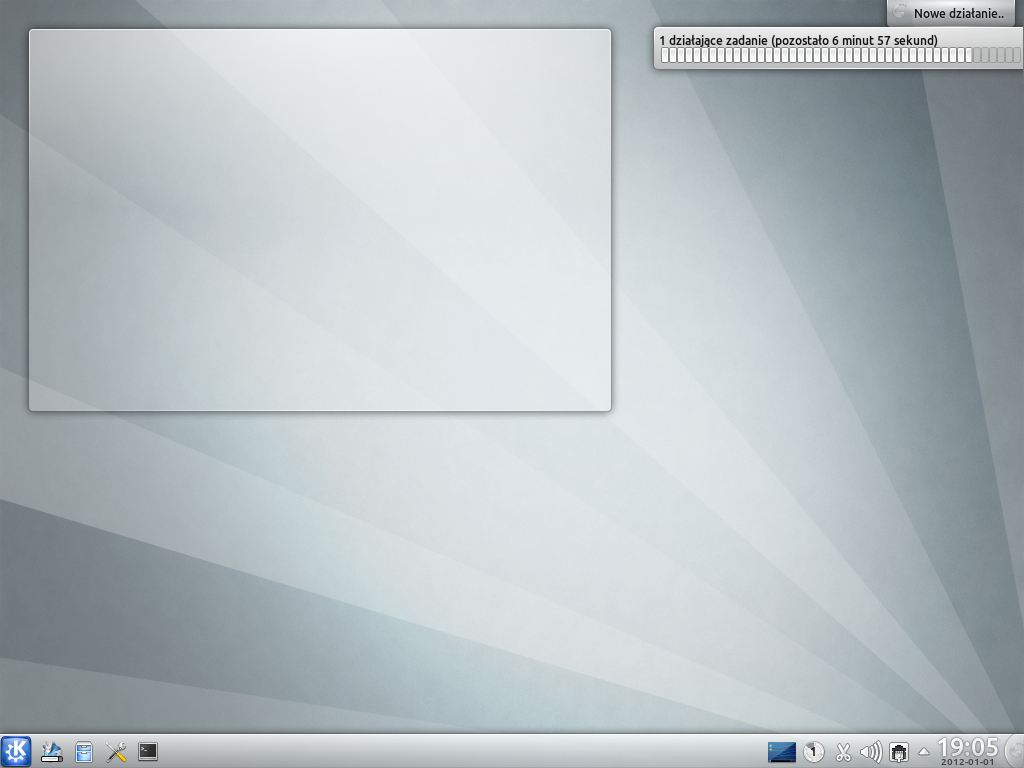
Działające zadanie z widocznym na pulpicie paskiem postępu
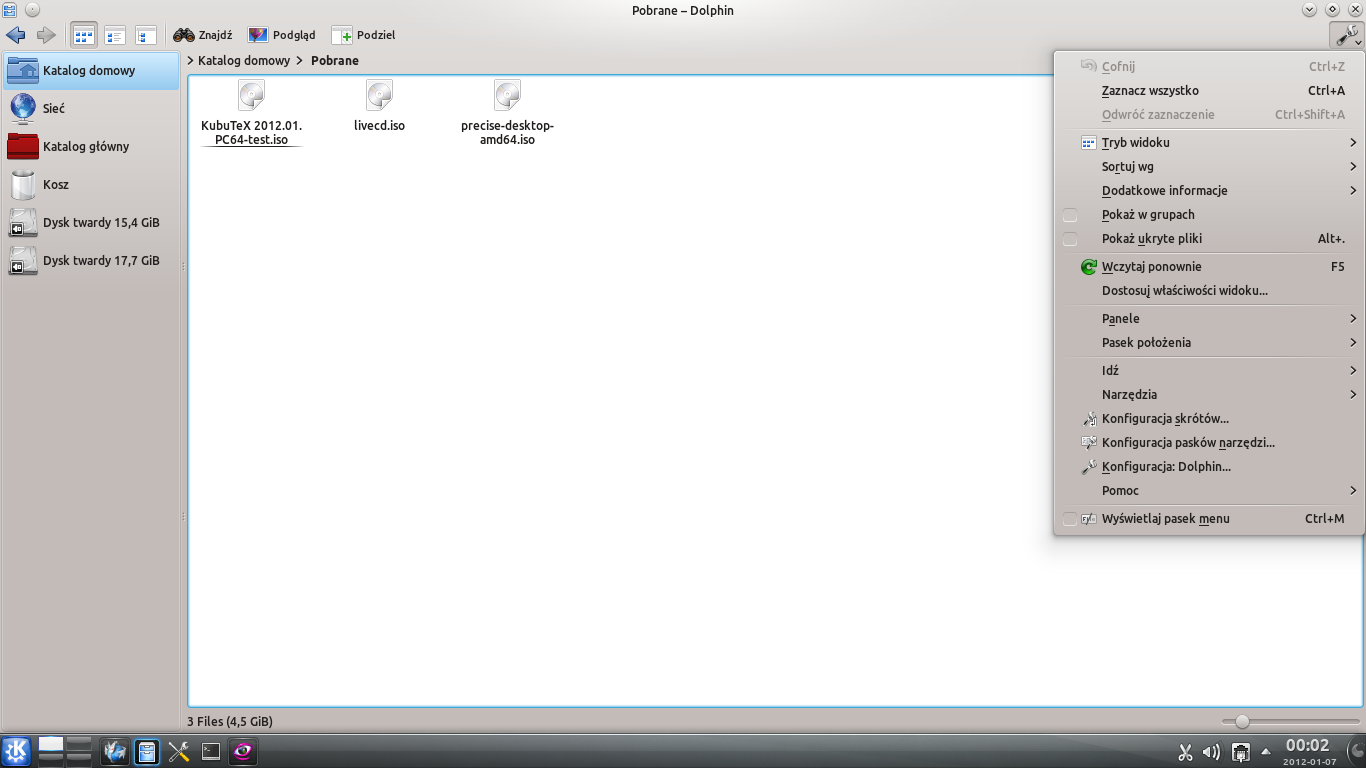
Dolphin z odświeżonym interfejsem

## Harmonogram wydań
| Data                                                | Wydarzenie |
| 4.0                                                 | 4.0 |
| --------------------------------------------------- | --- |
| 2 kwietnia 2007                                     | zamrożenie podsystemów od tej daty żaden nowy podsystem ani większa zmiana nie może być wprowadzona do KDELibs.                                  |
| 1 maja 2007                                         | zamrożenie API kdelibs API kdelibs jest częściowo zamrożone, co oznacza, że zmiany może wprowadzać tylko wąska grupa głównych deweloperów.       |
| 11 maja 2007                                        | Alpha 1 |
| 1 czerwca 2007                                      | Zamrożenie trunk/KDE dla nowych programów bądź tych przywracanych do życia                                                                       |
| 4 lipca 2007                                        | Alpha 2 |
| 24 lipca 2007                                       | Zamrożenie API głównych bibliotek |
| 2 sierpnia 2007                                     | Beta 1 |
| 6 września 2007                                     | Beta 2 Zamrożenie dodawania nowych funkcji. |
| 18 października 2007                                | Beta 3 |
| 24 października 2007                                | Zamrożenie wydania KDE 4 Zamrożenie Platformy KDE i Pulpitu KDE oraz założenie zgodności na poziomie binarnym i kodu źródłowego do wydania KDE5. |
| 30 października 2007                                | Beta 4 |
| 20 listopada 2007                                   | Release Candidate 1 |
| 20 listopada 2007                                   | Wydanie KDE Development Platform |
| 11 grudnia 2007                                     | Release candidate 2 Tylko poważne błędy i problemy mogą zostać naprawione.                                                                       |
| 11 stycznia 2008                                    | KDE 4.0 released |
| 4 czerwca 2008                                      | 4.0.5 Wydanie punktowe. Poprzednie od 4.0.1, skończywszy na 4.0.4.                                                                               |
| 4.1                                                 | |
| 29 kwietnia 2008                                    | Alpha 1 |
| 19 maja 2008                                        | Koniec dodawania funkcji |
| 27 maja 2008                                        | Beta 1 |
| 24 czerwca 2008                                     | Beta 2 |
| 15 lipca 2008                                       | Release candidate 1 |
| 29 lipca 2008                                       | Wydanie KDE 4.1 |
| 13 stycznia 2009                                    | 4.1.4 Wydanie punktowe. Poprzednie od 4.1.1 skończywszy na 4.1.3.                                                                                |
| 4.2                                                 | |
| 17 listopada 2008                                   | Koniec dodawania funkcji |
| 26 listopada 2008                                   | Beta 1 |
| 18 grudnia 2008                                     | Beta 2 |
| 13 stycznia 2009                                    | Release candidate 1 |
| 27 stycznia 2009                                    | Wydanie KDE 4.2 |
| 2 czerwca 2009                                      | 4.2.4 Maintenance release. Poprzednie od 4.2.1 skończywszy na 4.2.3.                                                                             |
| 4.3                                                 | |
| 4 maja 2009                                         | Koniec dodawania funkcji |
| 12 maja 2009                                        | Beta 1 |
| 9 czerwca 2009                                      | Beta 2 |
| 30 czerwca 2009                                     | Release candidate 1 |
| 9 lipca 2009                                        | Release candidate 2 |
| 22 lipca 2009                                       | Release candidate 3 |
| 4 sierpnia 2009                                     | Wydanie KDE 4.3 |
| 26 stycznia 2010                                    | 4.3.5 Wydanie punktowe. Poprzednie od 4.3.1 skończywszy na 4.3.4.                                                                                |
| 4.4                                                 | |
| 25 listopada 2009                                   | Koniec dodawania funkcji |
| 4 grudnia 2009                                      | Beta 1 |
| 21 grudnia 2009                                     | Beta 2 |
| 8 stycznia 2010                                     | Release candidate 1 |
| 25 stycznia 2010                                    | Release candidate 2 |
| 1 lutego 2010                                       | Release candidate 3 |
| 9 lutego 2010                                       | Wydanie KDE SC 4.4 |
| 30 czerwca 2010                                     | 4.4.5 Wydanie punktowe. Poprzednie od 4.4.1 skończywszy 4.4.4.                                                                                   |
| 4.5                                                 | |
| 11 maja 2010                                        | Koniec dodawania funkcji |
| 26 maja 2010                                        | Beta 1 |
| 9 czerwca 2010                                      | Beta 2 |
| 27 czerwca 2010                                     | Release candidate 1 |
| 8 lipca 2010                                        | Release candidate 2 |
| 26 lipca 2010                                       | Release candidate 3 |
| 10 sierpnia 2010                                    | Wydanie KDE SC 4.5 |
| 5 października 2010                                 | Wydanie punktowe 4.5.2. Poprzednie: 4.5.1. |
| 4.6                                                 | |
| 11 listopada 2010                                   | Koniec dodawania funkcji |
| 24 listopada 2010                                   | Beta 1 |
| 8 grudnia 2010                                      | Beta 2 |
| 22 grudnia 2010                                     | Release candidate 1 |
| 5 stycznia 2011                                     | Release candidate 2 |
| 26 stycznia 2011                                    | Wydanie KDE SC 4.6 |
| 5 lipca 2011                                        | Wydanie punktowe 4.6.5. Poprzednie od 4.6.1 do 4.6.4                                                                                             |
| 4.7                                                 | |
| 12 maja 2011                                        | Koniec dodawania funkcji |
| 25 maja 2011                                        | Beta 1 |
| 8 czerwca 2011                                      | Beta 2 |
| 22 czerwca 2011                                     | Release candidate 1 |
| 6 czerwca 2011                                      | Release candidate 2 |
| 27 czerwca 2011                                     | Wydanie KDE SC 4.7 |
| 29 września 2011                                    | 4.7.1 Wydanie punktowe |
| 5 października 2011                                 | 4.7.2 Wydanie punktowe |
| 2 listopada 2011                                    | 4.7.3 Wydanie punktowe |
| 9 grudnia 2011                                      | 4.7.4 Wydanie punktowe |
| 4.8                                                 | |
| 10 listopada 2011                                   | Koniec dodawania funkcji |
| 23 listopada 2011                                   | Beta 1 |
| 7 grudnia 2011                                      | Beta 2 |
| 21 grudnia 2011                                     | Release candidate 1 |
| 3 stycznia 2012                                     | Release candidate 2 |
| 25 stycznia 2012                                    | Wydanie KDE SC 4.8 |
| 6 marca 2012                                        | 4.8.1 Wydanie punktowe |
| 3 kwietnia 2012                                     | 4.8.2 Wydanie punktowe |
| 1 maja 2012                                         | 4.8.3 Wydanie punktowe |
| 5 czerwca 2012                                      | 4.8.4 Wydanie punktowe |
| 4.9                                                 | |
| 17 maja 2012                                        | Koniec dodawania funkcji |
| 30 maja 2012                                        | Beta 1 |
| 13 czerwca 2012                                     | Beta 2 |
| 27 czerwca 2012                                     | Release candidate 1 |
| 11 lipca 2012                                       | Release candidate 2 |
| 1 sierpnia 2012                                     | Wydanie KDE SC 4.9 |
| 4 września 2012                                     | 4.9.1 Wydanie punktowe |
| 2 października 2012                                 | 4.9.2 Wydanie punktowe |
| 6 listopada 2012                                    | 4.9.3 Wydanie punktowe |
| 4 grudnia 2012                                      | 4.9.4 Wydanie punktowe |
| 2 stycznia 2013                                     | 4.9.5 Wydanie punktowe |
| 4.10                                                | |
| 8 listopada 2012                                    | Koniec dodawania funkcji |
| 21 listopada 2012                                   | Beta 1 |
| 5 grudnia 2012                                      | Beta 2 |
| 19 grudnia 2012                                     | Release candidate 1 |
| 4 stycznia 2013                                     | Release candidate 2 |
| 18 stycznia 2013                                    | Release candidate 3 |
| 6 lutego 2013                                       | Wydanie KDE SC 4.10 |
| 5 marca 2013                                        | 4.10.1 Wydanie punktowe |
| 2 kwietnia 2013                                     | 4.10.2 Wydanie punktowe |
| 7 maja 2013                                         | 4.10.3 Wydanie punktowe |
| 4 czerwca 2013                                      | 4.10.4 Wydanie punktowe |
| 2 lipca 2013                                        | 4.10.5 Wydanie punktowe |
| 4.11                                                | |
| 5 czerwca 2013                                      | Koniec dodawania funkcji |
| 13 czerwca 2013                                     | Beta 1 |
| 27 czerwca 2013                                     | Beta 2 |
| 13 lipca 2013                                       | Release candidate 1 |
| 24 lipca 2013                                       | Release candidate 2 |
| 14 sierpnia 2013                                    | Wydanie KDE SC 4.11 |
| 3 września 2013                                     | 4.11.1 Wydanie punktowe |
| 1 października 2013                                 | 4.11.2 Wydanie punktowe |
| 5 listopada 2013                                    | 4.11.3 Wydanie punktowe |
| 3 grudnia 2013                                      | 4.11.4 Wydanie punktowe |
| 7 stycznia 2014                                     | 4.11.5 Wydanie punktowe |
| 4.12                                                | |
| 30 października 2013                                | Koniec dodawania funkcji |
| 6 listopada 2013                                    | Beta 1 |
| 13 listopada 2013                                   | Beta 2 |
| 20 listopada 2013                                   | Beta 3 |
| 27 listopada 2013                                   | Release candidate 1 |
| 18 grudnia 2013                                     | Wydanie KDE SC 4.12 |
| 14 stycznia 2014                                    | 4.12.1 Wydanie punktowe |
| 4 lutego 2014                                       | 4.12.2 Wydanie punktowe |
| 4 marca 2014                                        | 4.12.3 Wydanie punktowe |
| 1 kwietnia 2014                                     | 4.12.4 Wydanie punktowe |
| 29 kwietnia 2014                                    | 4.12.5 Wydanie punktowe |
| Wszystkie daty w przyszłości są datami planowanymi. | |